# Хронологія російського вторгнення в Україну (серпень 2022)
Ця стаття є частиною Хронології широкомасштабного російського вторгнення в Україну (2022), яка, в свою чергу, є частиною Хронології російської збройної агресії проти України (з 2014)
Про події липня 2022 р. — див. Хронологія російського вторгнення в Україну (липень 2022)

## Загальна обстановка на 1 серпня 2022 року
На Волинському та Поліському напрямках, у прикордонних з нашою державою районах, відзначається додаткове розгортання комплексів радіоелектронної боротьби збройними силами республіки білорусь.
На Сіверському напрямку противник продовжує утримувати в прикордонних районах Брянської та Курської областей окремі підрозділи збройних сил російської федерації. Здійснив артилерійський обстріл біля Павлівки Сумської області.
На Харківському напрямку противник обстріляв із танків, ствольної та реактивної артилерії райони населених пунктів Новомиколаївка, Прудянка, Нове, Дементіївка, Питомник, Борщова, Руська Лозова, Руські Тишки, Петрівка, Базаліївка, Коробочкине, Стара Гнилиця, Іванівка. Завдав авіаційного удару біля Мосьпанового.
На Слов'янському напрямку ворог здійснював вогневе ураження поблизу Чепіля, Протопопівки, Грушувахи, Гусарівки, Дібрівного, Мазанівки, Краснопілля, Долини та Барвінкового. Силами розвідувальної групи намагався уточнити розміщення позицій наших військ в напрямку Мазанівки, успіху не мав, група відійшла.
На Краматорському напрямку ворог активних дій не вів. Здійснював обстріли із ствольної, реактивної артилерії та озброєння танків неподалік Сіверська, Серебрянки, Григорівки, Верхньокам'янського, Званівки, Івано-Дар'ївки та Спірного. Завдав авіаударів біля Григорівки та Спірного.
На Бахмутському напрямку зафіксовано обстріли поблизу Берестового, Соледара, Бахмута, Костянтинівки, Веселої Долини, Зайцевого, Вершини, Кодеми, Семигір'я та Травневого. Завдав авіаційного удару неподалік Кодеми.
Намагався здійснити розвідку позицій наших військ в напрямку Яковлівки, розвідувальна група противника знешкоджена. Також противник намагався вести штурмові дії у напрямках Вершина та Соледара, успіху не мав, відійшов. Веде наступ у напрямку Бахмута, бойові дії тривають.
На Авдіївському напрямку окупанти здійснювали обстріли в районах населених пунктів Новокалинове, Новоселівка, Авдіївка, Нетайлове, Піски та Красногорівка. Завдав авіаударів біля Веселого. Вів штурмові дії у напрямку Пісків, успіху не мав, відійшов.
На Новопавлівському та Запорізькому напрямках здійснює обстріли із ствольної та реактивної артилерії в районах населених пунктів Мар'їнка, Новомихайлівка, Павлівка, Шевченко, Новосілка, Новопіль, Малинівка, Чарівне, Гуляйпільське, Оріхів та Кам'янське. Завдав авіаційних ударів неподалік Мар'їнки, Новомихайлівки, Вугледара, Щербаків, Малих Щербаків та Новоандріївки. Провів розвідку боєм у напрямку Мар'їнки, успіху не мав, відійшов. Йде перегрупування ворожих військ на Запорізькому напрямку.
На Південнобузькому напрямку окупанти обстрілювали із ствольної, реактивної артилерії та танків райони Миролюбівки, Нововознесенського, Високопілля, Миколаєва та ще понад 25 населених пунктів. Завдав авіаційного удару неподалік Ольгиного. Продовжує ведення повітряної розвідки БпЛА.
Відзначається посилення противником угруповання військ на Криворізькому напрямку.
Фіксується активне залучення противником авіації для контролю надводної та повітряної обстановки у північно-західній частині акваторії Чорного моря.
Зберігається загроза завдання ракетних ударів по військових об'єктах та об'єктах критичної інфраструктури на території України. В акваторії Чорного моря перебувають 6 носіїв крилатих ракет морського базування типу «Калібр».

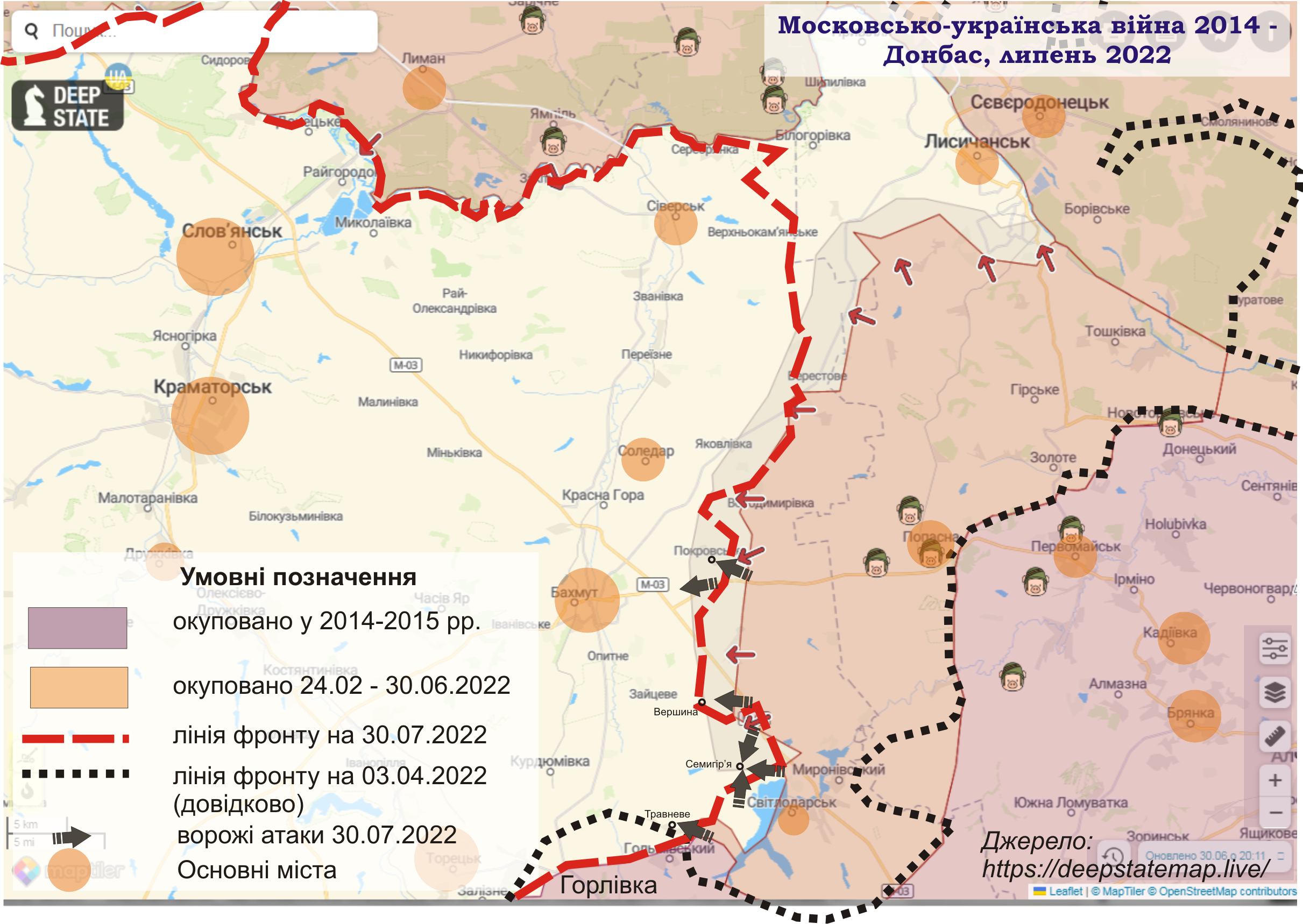
Лінія фронту на півночі Донбасу на кінець липня 2022 (червона лінія)

Загальні втрати окупантів з 24.02.2022 по 01.08.2022 (дані Генштабу ЗСУ):
- Танки — 1768 (+5)
- ББМ — 4011 (+7)
- Артилерійські системи — 932 (+16)
- РСЗВ — 259
- Засоби ППО — 117
- Літаки — 223
- Гелікоптери — 190
- БПЛА — 736 (+1)
- Крилаті ракети — 174
- Кораблі (катери) — 15
- Автомобілі та автоцистерни — 2912 (+10)
- Спеціальна техніка — 82 (+2)
- Особовий склад — близько 41030 осіб (+200)

## 1-10 серпня

### 1 серпня
ОК «Південь» підтвердило влучання по ешелону окупантів з військовою технікою, боєприпасами й живою силою в районі залізничної станції Брилівка Херсонської області. Повідомлено про знищення складу БК у окупованому Скадовську.
Росіяни вели штурмові дії в районах Івано-Дар'ївки, Соледара, Вершини, Бахмута, Яковлівки, Кодеми, Травневого та Зайцевого; у напрямках Байрак та Дементіївка (під Харковом); Авдіївки та Пісків; Мар'їнки; Трудолюбівки (Бериславський район)
Росіяни завдали ракетних ударів по Харкову, Миколаєву.
Противник завдав авіаударів біля Верхнього Салтова; Дібрівного; Серебрянки та Григорівки; по населених пунктах Покровське, Новолуганське, Соледар, Вершина, Яковлівка, Бахмут та Кодема; біля Семигір'я, Покровського та Білогорівки; Нью-Йорка, Новобахмутівки, Авдіївки та Красногорівки; на Інгульці — біля Білої Криниці та Андріївки.
На Сіверському напрямку ворог обстріляв інфраструктуру в районах Сеньківки і Липківки Чернігівської області та Старої Гути, Павлівки, Покровки і Білопілля на Сумщині; на Харківському напрямку — Харкова, Прудянки, Нового, Чугуєва, Протопопівки, Гусарівки, Черкаських Тишків, Петрівки та Ртищівки та ще 14 н.п.; на Слов'янському напрямку — райони н.п. Норцівка, Чепіль, Грушуваха, Рідне, Вірнопілля, Гусарівка, Дібрівне, Долина та Адамівка, райони Курульки, Карнаухівки та Барвінкового; на Краматорському напрямку — райони н.п. Сіверськ, Крива Лука, Серебрянка, Івано-Дар'ївка, Григорівка, Званівка, Верхньокам'янське та Спірне, Донецьке; на Бахмутському напрямку — райони Берестового, Соледара, Бахмута, Костянтинівки, Веселої Долини, Зайцевого, Вершини, Кодеми, Веселого та Травневого, Яковлівки, Семигір'я; на Авдіївському напрямку — райони Новокалинового, Новобахмутівки, Пісків та Красногорівки, Авдіївки, Нетайлового і Нью-Йорка; на Новопавлівському та Запорізькому напрямках — райони н.п. Мар'їнка, Павлівка, Костянтинівка, Новосілка, Новопіль, Малинівка, Гуляйполе, Гуляйпільське, Оріхів, Кам'янське, Чарівне та Мала Токмачка; на Південнобузькому напрямку — Миколаїв, Трудолюбівка, Токареве, Тополине, Князівка, Осокорівка, Апостолове, Іванівка, Посад-Покровське, Новогригорівка, Кобзарці, Широке та Андріївка.
Ворог також обстріляв Нікопольській (Марганець і Червоногригорівка) та Криворізький райони, Мерефу.
Росіяни розстріляли евакуаційний мікроавтобус із цивільними біля селища Довгове на Херсонщині, 2 людини загинули.
Перше судно з експортним українським зерном (кукурудзою) вийшло з Одеси по узгодженому коридору в напрямку Босфора.

### 2 серпня
Противник вів штурмові дії у напрямках Тернова — Байрак, Кочубеївка — Дементіївка (на Харківщині); Новолуганське — Івано-Дар'ївка; в районі західної околиці Берестового, в напрямках Роти — Вершина, Володимирівка — Яковлівка, Клинове — Зайцеве, Відродження — Кодема, Доломітне — Семигір'я, Семигір'я — Кодема та Покровське — Бахмут; Мінеральне — Авдіївка, Донецьк — Піски;

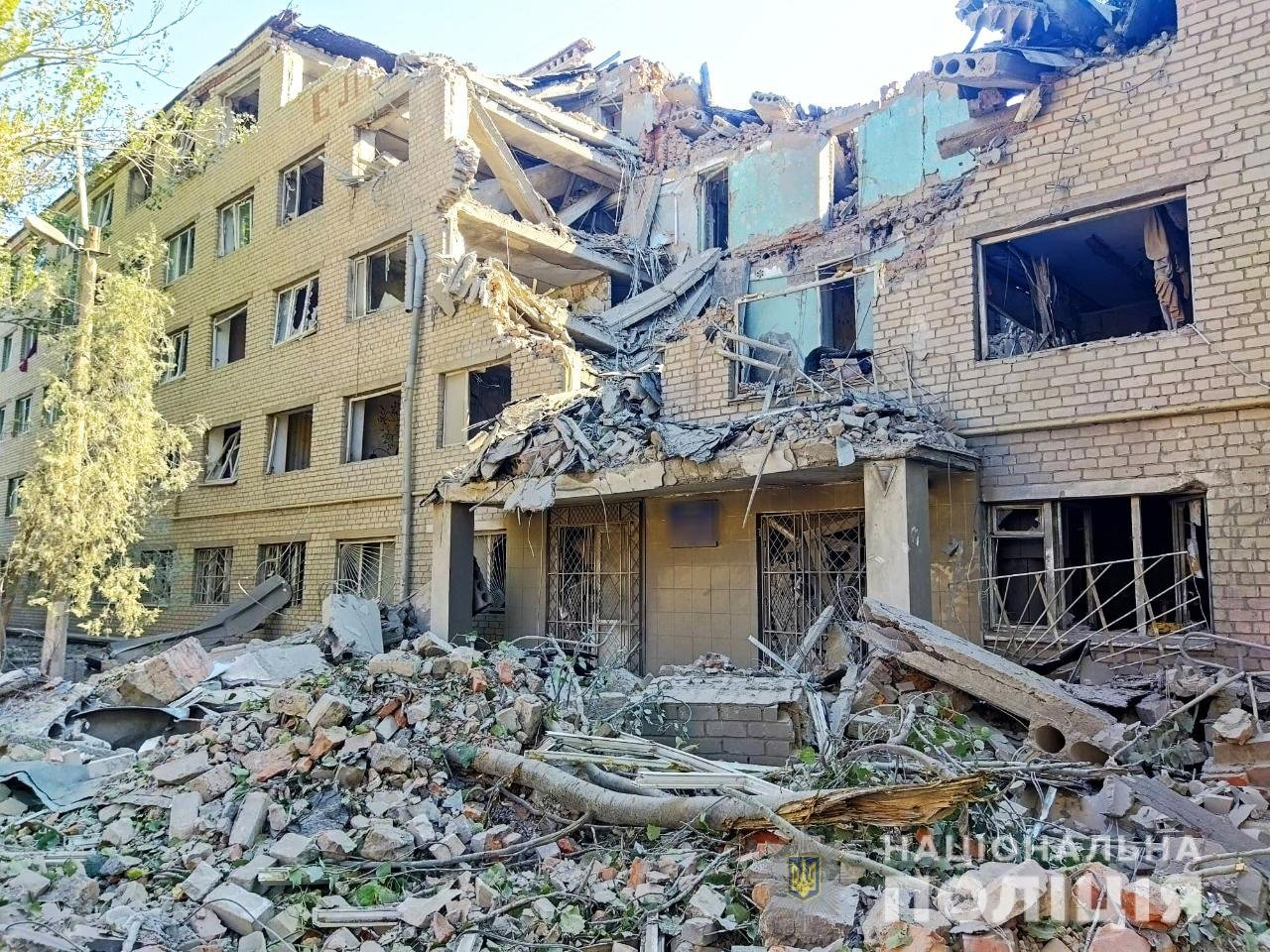
Гуртожиток Миколаївського національного університету після обстрілу

Росіяни завдали ракетних ударів по Миколаєву; ввечері — по Червоноградському району Львівської області (ще 6 ракет було збито силами ППО).
Ворог завдав авіаударів неподалік Верхнього Салтова; Дібрівного; Серебрянки; Яковлівки, Покровського, Соледара, Бахмута, Кодеми, Семигір'я та Білогорівки; Авдіївки та Новобахмутівки; Зорі (на Миколаївщині)
Противник обстріляв на Харківському напрямку райони н.п. Харків, Чугуїв, Дементіївка, Протопопівка, Гусарівка, Чепіль, Питомник, Черкаські Тишки, Петрівка, Ртищівка, Старий Салтів, Скрипаї, Соснівка, Циркуни, Світличне, Прудянка, Руські Тишки, Нова Миколаївка, Рубіжне, Піщане, Борщова, Замулівка, Леб'яже, Коробочкине, Базаліївка та Басове; на Слов'янському напрямку — в районах н.п. Курулька, Грушуваха, Дібрівне, Адамівка, Долина, Краснопілля, Мазанівка, Велика Комишуваха, Василівка Перша та Хрестище, райони Нової Дмитрівки, Богородичного, Чепіля, Карнаухівки, Довгенького, Барвінкового, Шнурків, Гусарівки та Дмитрівки; на Краматорському напрямку — райони Сіверська, Серебрянки, Верхньокам'янського, Званівки, Григорівки та Донецького; на Бахмутському напрямку — в районах Яковлівки, Соледара, Бахмута, Зайцевого, Покровського, Веселого, Курдюмівки, Залізного, Кодема, Семигір'я, Травневе, Виїмка, Берестове, Бахмутське та Опитне; на Авдіївському напрямку — райони н.п. Авдіївка, Нетайлове та Нью-Йорк; на Новопавлівському та Запорізькому напрямках — райони Новомихайлівки, Павлівки, Залізничного, Кам'янського, Полтавки, Червоного, Новоандріївки, Мар'їнки, Костянтинівки, Новосілки, Великої Новосілки, Чарівного, Малої Токмачки, Новополя, Юрківки та Гуляйполя; на Південнобузькому напрямку — райони н.п. Миколаїв, Трудолюбівка, Осокорівка, Іванівка, Оленівка, Зоря, Благодатне, Пришиб, Токарєве, Нововоронцовка, Біла Криниця, Андріївка, Веселий Кут, Явкіне, Потьомкине, Тополине, Князівка, Велика Костромка, Апостолове, Степова Долина, Посад Покровське, Новогригорівка, Лупареве, Лимани, Кобзарці, Широке, Квітневе та Білогірка.
Розпочалася обов'язкова евакуація з Донеччини.

### 3 серпня

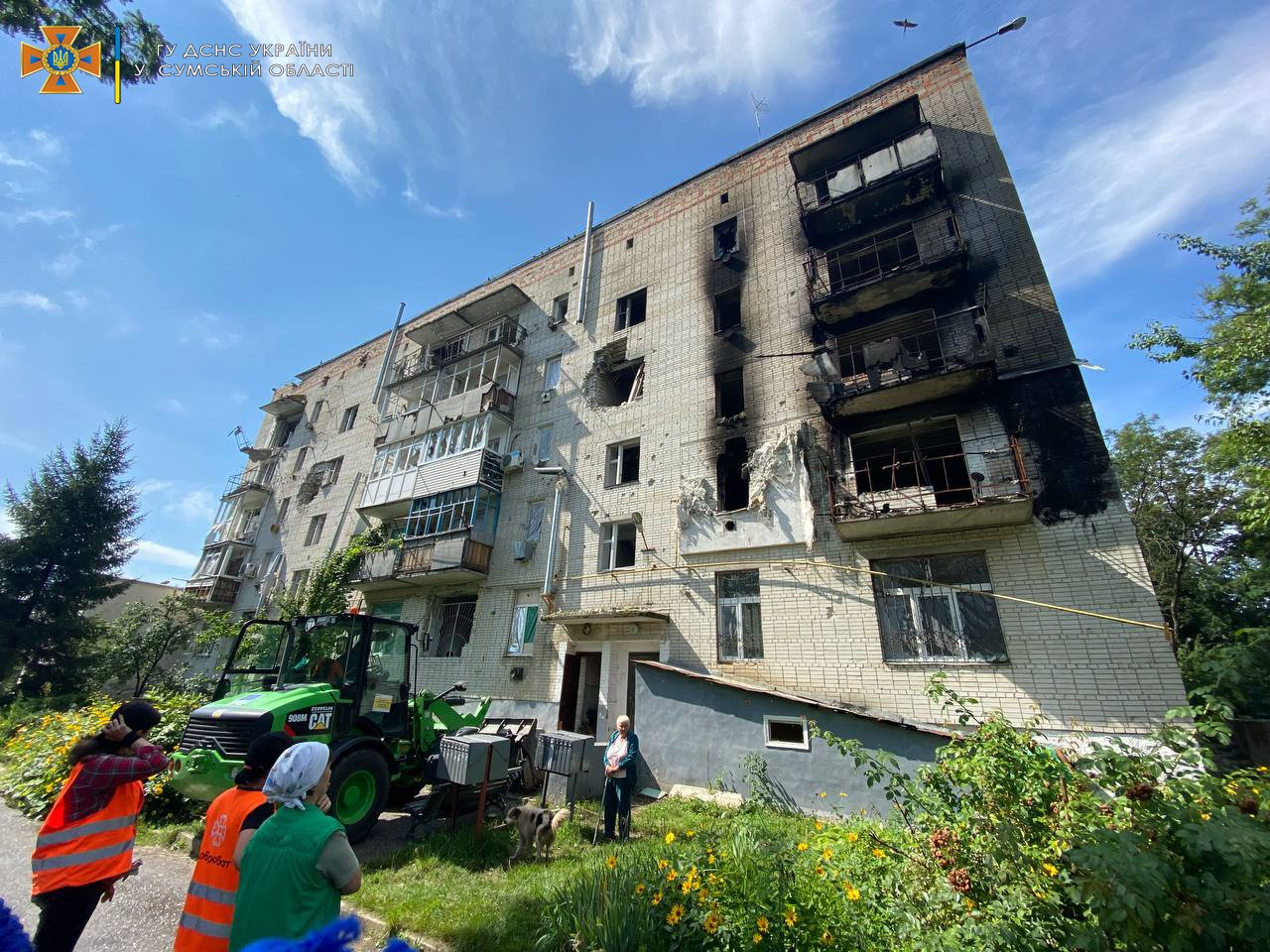
Рятувальники з волонтерами відновлюють пошкоджені будинки в Тростянці

ЗСУ завдали удару по пункту базування ворога в Чорнобаївці.
Російські загарбники вели штурмові дії в напрямку Байрак — Гусарівка (на Харківщині); Довгеньке — Богородичне (під Святогірськом); Яремівка — Долина; на Бахмутському напрямку в районі Берестового та в напрямках Володимирівка — Яковлівка, Покровське — Бахмут, Володимирівка — Соледар, Відродження — Кодема, Відродження — Зайцеве, Семигір'я — Кодема, Доломітне — Семигір'я, Стряпівка — Соледар, Доломітне — Травневе, Відродження — Вершина, Василівка — Яковлівка, Семигір'я — Вершина, Новолуганське — Кодема; на Авдіївському напряму — в напрямках Новоселівка Друга –Красногорівка, Спартак — Авдіївка, Василівка — Красногорівка, Мінеральне — Авдіївка, Донецьк — Піски, Лозове — Піски та Веселе — Піски; Олександрівка — Мар'їнка; Білогірки (на Інгульці).
Російські ракетні удари по Харкову, Миколаєву.
Ворог завдав авіаударів неподалік Прудянки; Спірного; Бахмутського, Соледара, Берестового, Яковлівки, Кодеми та Клинового; Новосілки, Новополя і Полтавки; Андріївка (на Інгульці)
Противник обстріляв — райони н.п. Медведівка Чернігівської області та Краснопілля, Миропілля, Середина Буда, Рижівка та Журавка Сумської області; на Харківському напрямку — райони н.п. Чугуїв, Дуванка, Дементіївка, Золочів, Прудянка, Світличне, Питомник, Руська Лозова, Лісне, Руські Тишки, Черкаські Тишки, Петрівка, Михайлівка, Коробочкине, Стара Гнилиця, Мосьпанове, Пришиб, Перемога, Українка, Рубіжне, Верхній Салтів, Старий Салтів, Молодова, Велика Бабка, Харків, Леб'яже, Борщова, Великі Проходи, Цупівка.; на Слов'янському напрямку — райони н.п. Протопопівка, Велика Комишуваха, Мечебилове, Гусарівка, Чепіль, Норцівка, Долина, Мазанівка, Краснопілля. Новопавлівка, Довгеньке, Дібрівне, Бражківка, Вірнопілля, Червоне, Карнаухівка, Рідне, Адамівка, Богородичне, Маяк; на Краматорському напрямку — райони Званівки, Стародубівки, Спірного, Сіверська, Верхньокам'янського, Пискунівки, Григорівки, Миколаївки, Кривої Луки, Серебрянки, Райгородка та Калеників; на Бахмутському напрямку — райони н.п. Бахмут, Бахмутське, Берестове, Соледар, Яковлівка, Зайцеве, Травневе, Кодема, Майорськ, Підгородне, Весела Долина, Покровське, Краснополівка, Білогорівка та Веселе, Яковлівка, Роздолівка, Курдюмівка; на Авдіївському напрямку — райони Нью-Йорка, Красногорівки, Авдіївки, Пісків, Нетайлового та Кам'янки, Пречистівки, Шевченко, Володимирівки, Невельського та Красногорівки; на Новопавлівському та Запорізькому напрямках — райони н.п. Мар'їнка, Новомихайлівка, Богоявленка, Шевченко, Володимирівка, Павлівка, Велика Новосілка, Вугледар, Пречистівка, Новопіль, Зелене Поле, Новосілка, Залізничне, Малі Щербаки, Кам'янське, Мала Токмачка, Лук'янівське, Нескучне, Полтавка, Могила Сторожова, Ольгівське, Новоандріївка, Новоданилівка, Червоне, Білогір'я, Времівка, райони Варварівки, Гуляйполя, Гуляйпільського і Темирівки; на Південнобузькому напрямку — райони н.п. Миколаїв, Прибузьке, Зоря, Луч, Посад-Покровське, Лимани, Лупареве, Партизанське, Кобзарці, Нова Зоря, Андріївка, Біла Криниця, Червоний Яр, Лепетиха, Галицинове, Любомирівка, Червона Долина та ін.
Противник обстріляв також Апостолівську громаду і с. Велика Костромка на Дніпропетровщині.
СБУ накрила мережу агентів ФСБ у кількох областях України.

### 4 серпня
У тимчасово захопленій росіянами Чорнобаївці на Херсонщині знищено пункт управління 22-го армійського корпусу берегових військ Чорноморського флоту РФ. Також повідомляється про вибухи військових складів у Новій Каховці і Донецьку. ОК «Південь» повідомляє про знищення 3-х ворожих складів з боєприпасами в Придніпровському, Херсоні та Токарівці.
Російська пропаганда повідомила про артилерійський удар по виправній колонії № 124 на західних околицях Донецька (координати 47°59′19.94″ пн. ш. 37°39′43.72″ сх. д. / 47.9888722° пн. ш. 37.6621444° сх. д.), впритул до тогочасної лінії фронту. За повідомленнями російських пропагандистів, унаслідок удару є жертви серед військовополонених. Ці дані не було підтвернджено українськими чи іншими авторитетними джерелами.
Російські загарбники вели штурмові дії в районі Гусарівки (на Харківщині), Долини та Богородичного; на Краматорському напрямку — в районах Бахмута, Соледара, Яковлівки та Вершини, Травневого та Кодеми; в Пісках; неподалік Мар'їнки; Білогірки та Лозового на Інгульці.

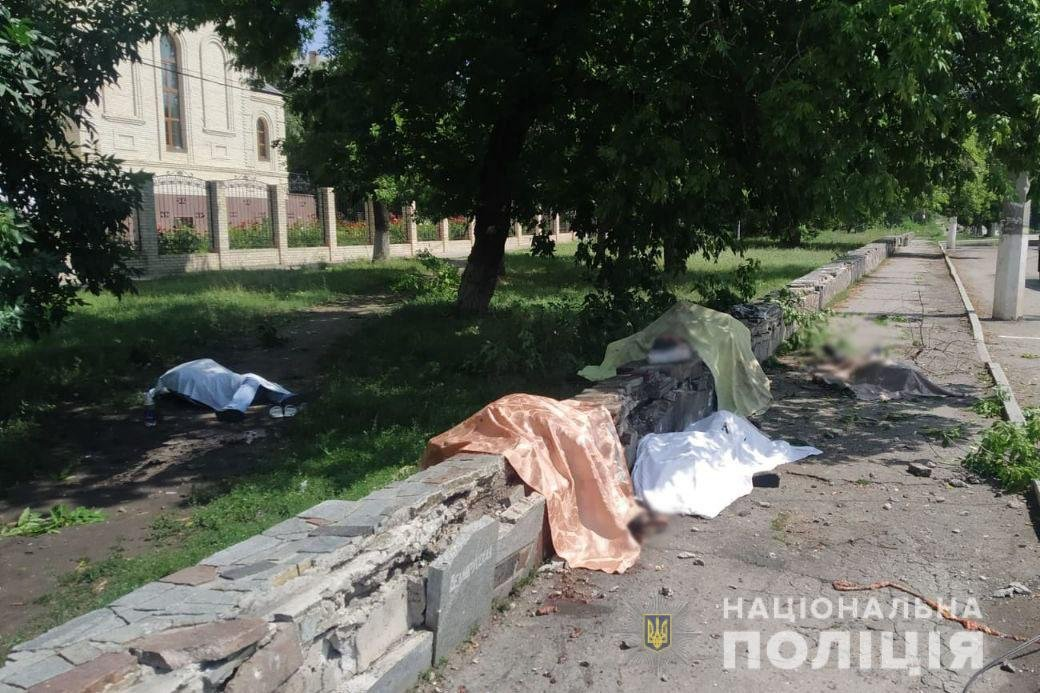
Тіла загиблих при обстрілі Торецька

Росіяни нанесли ракетний удар по Миколаєву, с. Миколаївка (Одеська обл.), Мирівській громаді (Дніпропетровщина). Також з «Градів» обстріляно Нікополь, Широке, Торецьк (8 загиблих).
Ворог задіяв авіацію поблизу Яковлівки, Бахмута, Кодеми та Соледара; Новополя.
Противник обстріляв райони н.п. Медведівка, Миколаївка, Залізний Міст, Гай, Грем'яч і Михальчина Слобода Чернігівської області та Краснопілля, Миропілля, Михайлівка, Велика Рибиця, Старикове Сумської області; на Харківському напрямку — райони н.п. Харків, Леб'яже, Борщова, Дементіївка, Коробочкине, Великі Проходи, Руські Тишки, Старий Салтів, Пришиб, Циркуни, Мосьпанове, Безруки, Карасівка, Коробочкине; на Слов'янському напрямку — райони н.п. Богородичне, Мазанівка, Гусарівка, Адамівка, Курулька, Хрестище, Сулигівка, Довгеньке та Велика Комишуваха; на Краматорському напрямку — райони Сіверська, Миколаївки, Стародубівки, Спірного, Кривої Луки, Верхньокам'янського, Григорівки, Серебрянки, Райгородка та Калеників; на Бахмутському напрямку — райони Покровського, Роздолівки, Вершини, Яковлівки, Бахмута, Кодеми та Соледара; на Авдіївському напрямку — райони н.п. Піски, Пречистівка, Шевченко, Володимирівка, Новобахмутівка, Невельське, Нетайлове та Красногорівка; на Новопавлівському та Запорізькому напрямках — обстріли вздовж всієї лінії зіткнення, зокрема у районах Константинополя, Залізничного, Варварівки, Времівки, Мар'їнки, Гуляйполя, Гуляйпільського, Малих Щербаків, Темирівки та Білогір'я; на Південнобузькому напрямку — райони н.п. Миколаїв, Луч, Лимани, Нова Зоря, Новомиколаївка, Кобзарці, Любомирівка, Киселівка, Андріївка, Лозове, Білогірка, Осокорівка, Потьомкине, Зелений Гай, Біла Криниця, Балка Хутірська та Іванівка.

### 5 серпня

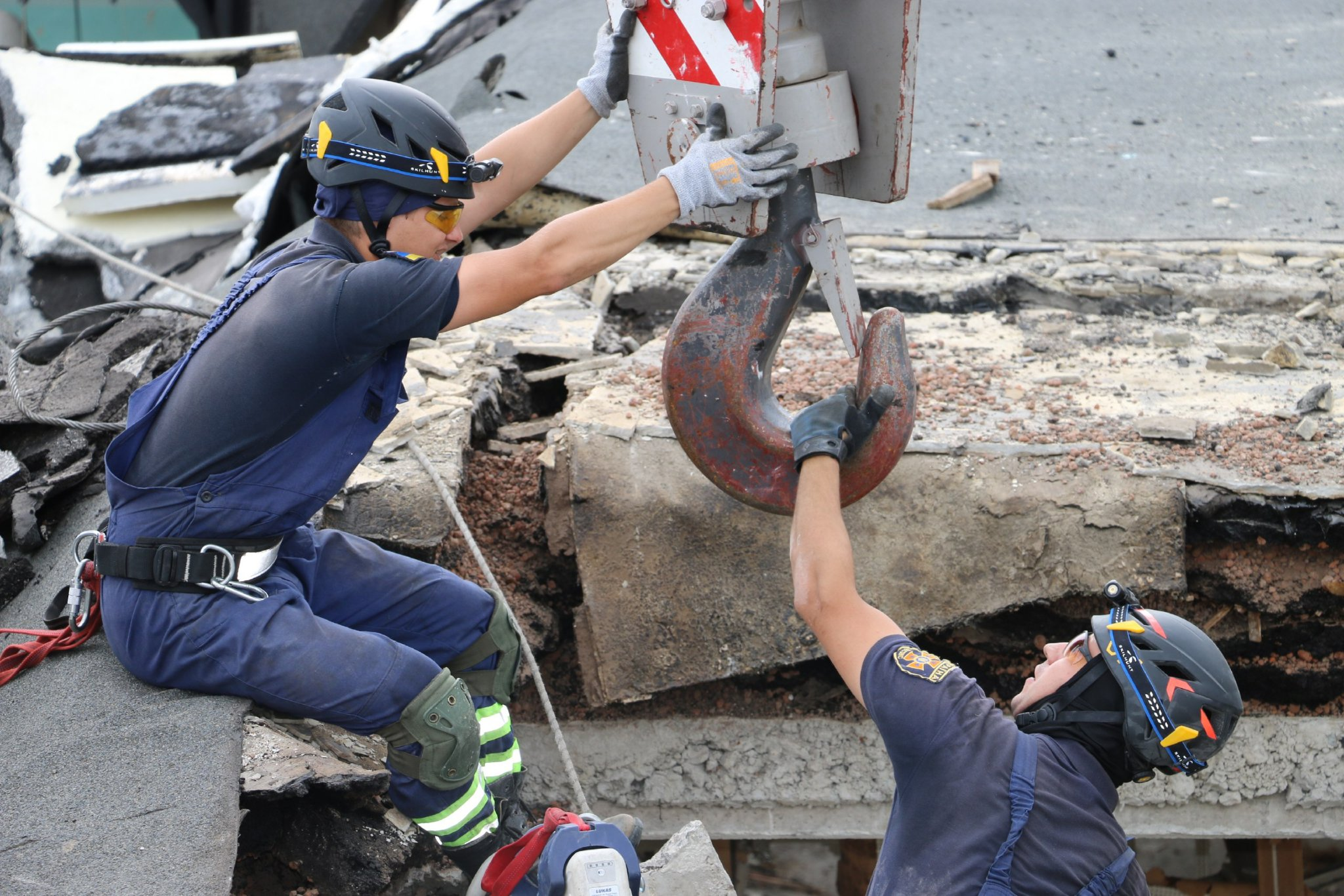
Розбирання завалів спорткомплексу Харківського політехнічного інституту, обстріляного 24 червня

Окупанти вели штурмові дії в напрямках Бахмута, Яковлівка — Вершина та Кодема — Зайцеве; в напрямках на Красногорівку, Авдіївку та Піски, Лозове — Невельське; Мар'їнки; Лозового на Херсонщині.
Росіяни нанесли ракетний удар по околицям Запоріжжя, Мирівській громаді (на Дніпропетровщині).
Ворог здійснив авіаудари неподалік Верхнього Салтова та Леб'яжого на Харківщині; Зайцевого, Соледара, Бахмута та Берестового; Новоградського, Павлівки та Пречистівки на Донеччині; Мар'їнки, Малих Щербаків, Новоандріївки, Новосілки та Темирівки; Лозового, Великого Артакового та Андріївки, балки Хуторської та урочища Плотницького на Інгульці.
Противник обстріляв райони н.п. Залізний Міст, Грем'яч, Гай і Михальчина Слобода на Чернігівщині та Старікове і Нова Гута Сумської області; на Харківському напрямку — райони н.п. Харків, Руська Лозова, Коробочкине, Черкаські Тишки, Старий Салтів, Верхній Салтів, райони Прудянки, Слатиного, Питомника, Петрівки, Коробочкиного, Мосьпанового та Замулівки; на Слов'янському напрямку — райони Богородичного, Долини, Дібрівного, Великої Комишувахи, Рідного, Мазанівки, Краснопілля, Сулигівки, Карнаухівки та Вірнопілля; на Краматорському та Бахмутському напрямках — райони Спірного та Івано-Дар'ївки; Сіверська, Григорівки, Верхньокам'янського, Бахмута, Зайцевого, Соледара, Яковлівки та Кодеми, райони н.п. Бахмутське, Торецьк, Білогорівка, Краснополівка, Північне та Вершина; на Авдіївському напрямку — райони Авдіївки, Новобахмутівки, Невельського, Нетайлового, Красногорівки, Нью-Йорка, Первомайського, Водяного та Опитного; на Новопавлівському та Запорізькому напрямках — райони н.п. Мар'їнка, Володимирівка, Новомихайлівка, Велика Новосілка, Новоандріївка, Кам'янське, Новосілка, Чарівне, Новопіль, Гуляйполе, Нескучне, Вугледар, Павлівка, Шевченко, Новоданилівка, Вільне Поле, Бурлацьке, Зелене Поле, Зелений Гай, Червоне, Степове та Времівка; на Південнобузькому напрямку — райони н.п. Миколаїв, Посад-Покровське, Степова Долина, Лупареве, Новомиколаївка, Новогригорівка, Червона Долина, Зелений Гай, Андріївка, Трудолюбівка, Нововоронцовка, Тополине, Потьомкине, Ольгине, Нікополь, Лимани, Прибузьке, Таврійське, Луч, Мирне, Партизанське, Благодатне, Широке, Киселівка, Квітневе, Кавказ, Біла Криниця, Білогірка, Добрянка, Осокорівка та Миколаївка.
Також обстріляно Карпівську та Зеленодольську громади на Дніпропетровщині.
За повідомленням британської розвідки, російські війська перекидаються у Херсонську область, очікуючи або контрнаступу України, або готуючись до наступу.
Станом на ранок 5 серпня більше 1059 дітей постраждали в Україні внаслідок повномасштабної збройної агресії Російської Федерації. За офіційною інформацією Офісу генпрокурора, 359 дітей загинуло та понад 700 отримали поранення різного ступеню тяжкості. Загалом найбільше постраждало дітей у Донецькій області — 371, Харківській — 195, Київській — 116, Чернігівській — 68, Луганській — 61, Миколаївській — 57, Херсонській — 54, Запорізькій — 40.

### 6 серпня

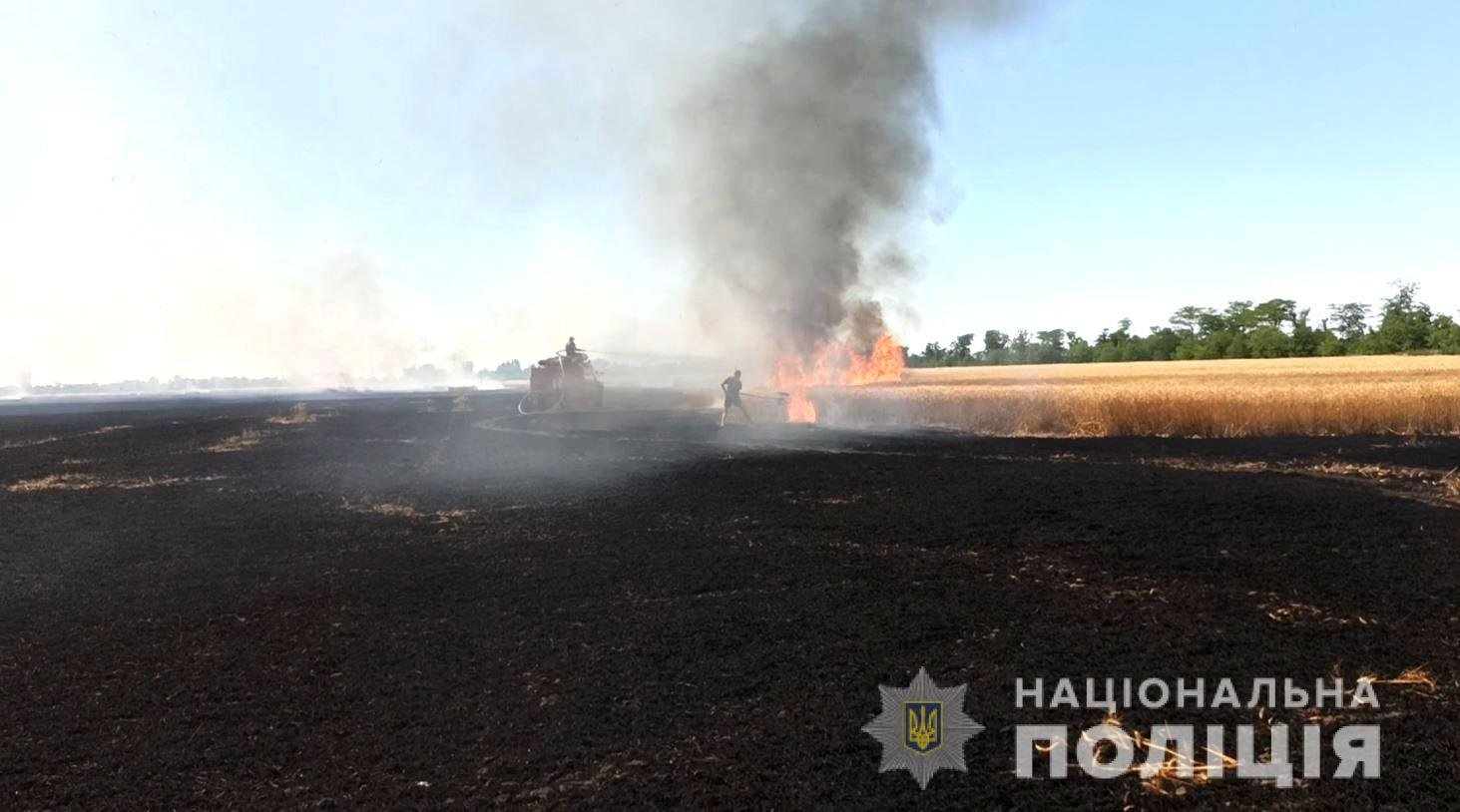
Пожежа на полі в Запорізькій області після обстрілу

Окупанти намагалися атакувати у напрямках Богородичного та Долини; Верхньокам'янського; Стряпівка — Бахмутське, Покровське — Соледар, Покровське — Бахмут, Володимирівка — Яковлівка, Відродження — Вершина, Покровське — Вершина, Новолуганське — Зайцеве, Новолуганське — Кодема, Травневе — Кодема, Семигір'я — Зайцеве; Спартак — Авдіївка, Веселе — Піски, Новоселівка Друга — Красногорівка, Олександрівка — Мар'їнка, Кирилівка — Павлівка та Пречистівка — Новомайорське.
Росіяни нанесли ракетний удар по Кураховому, Костянтинівці.
Ворог завдав авіаударів біля Верхнього Салтова, Леб'яжого, Гусарівки та Пришиба на Харківщині; Зайцевого, Соледара, Бахмута, Спірного, Берестового і Яковлівки; Нью-Йорка, Красногорівки, Пісків, Микільського, Кам'янки, Авдіївки, Володимирівки та Мар'їнки; в районах н.п. Темирівка, Малі Щербаки, Новоандріївка, Вільне Поле, Новосілка, Вугледар, Павлівка та Пречистівка; поблизу Андріївки, Білогірки та Великого Артакового на Інгульці.
Противник здійснив обстріли неподалік Янжулівки, Миколаївки, Залізного Мосту, н.п. Гай і Грем'яч Чернігівської області, а також біля Нової Гути і н.п. Нові Вирки, що на Сумщині; на Харківському напрямку обстріляв райони Прудянки, Дуванки, Золочева та ще 27 н.п.; на Слов'янському напрямку — райони н.п. Велика Комишуваха, Сулигівка, Довгеньке, Долина, Мазанівка, Адамівка, Карнаухівка, Курулька, Рідне, Дібрівне, Грушуваха, Богородичне, Маяк, Бражківка, Вірнопілля, Норцівка та Залиман; на Краматорському напрямку — райони Сіверська, Серебрянки, Верхньокам'янського, Дронівки, Донецького, Григорівки, Різниківки, Миколаївки, Спірного, Званівки, Переїзного, Калеників, Долини, Виїмки, н.п. Краматорськ, Карпівка, Райгородок та Івано-Дар'ївка; на Бахмутському напрямку — райони Бахмута, Соледара, Зайцевого, Яковлівки, Кодеми, Юріївки, Бахмутського, Берестового, Покровського, Іванграда, Костянтинівки, Шумів, Білогорівки, Іванівки, Веселої Долини; на Авдіївському напрямку — райони Авдіївки, Пісків, Нетайлового, Невельського та Нью-Йорка, н.п. Павлівка, Шевченко, Олександропіль; на Новопавлівському та Запорізькому напрямках- райони Новомихайлівки, Шевченко, Великої Новосілки, Запоріжжя, Залізничного, Новоданилівки, Зеленого Поля, н.п. Полтавка, Степове, Трудове, Білогір'я, Новоандріївка, Новопіль, Володимирівка, Новосілка, Мала Токмачка, Времівка, Оріхів, Залізничне, Степногірськ, Темирівка, Чарівне.
Також обстріляно Нікопольській та Криворізький райони на Дніпропетровщині.
Поплічник російських окупантів на Херсонщині, так званий «заступник начальника ВЦА» окупованої Нової Каховки Віталій Гура помер у лікарні після замаху.

### 7 серпня

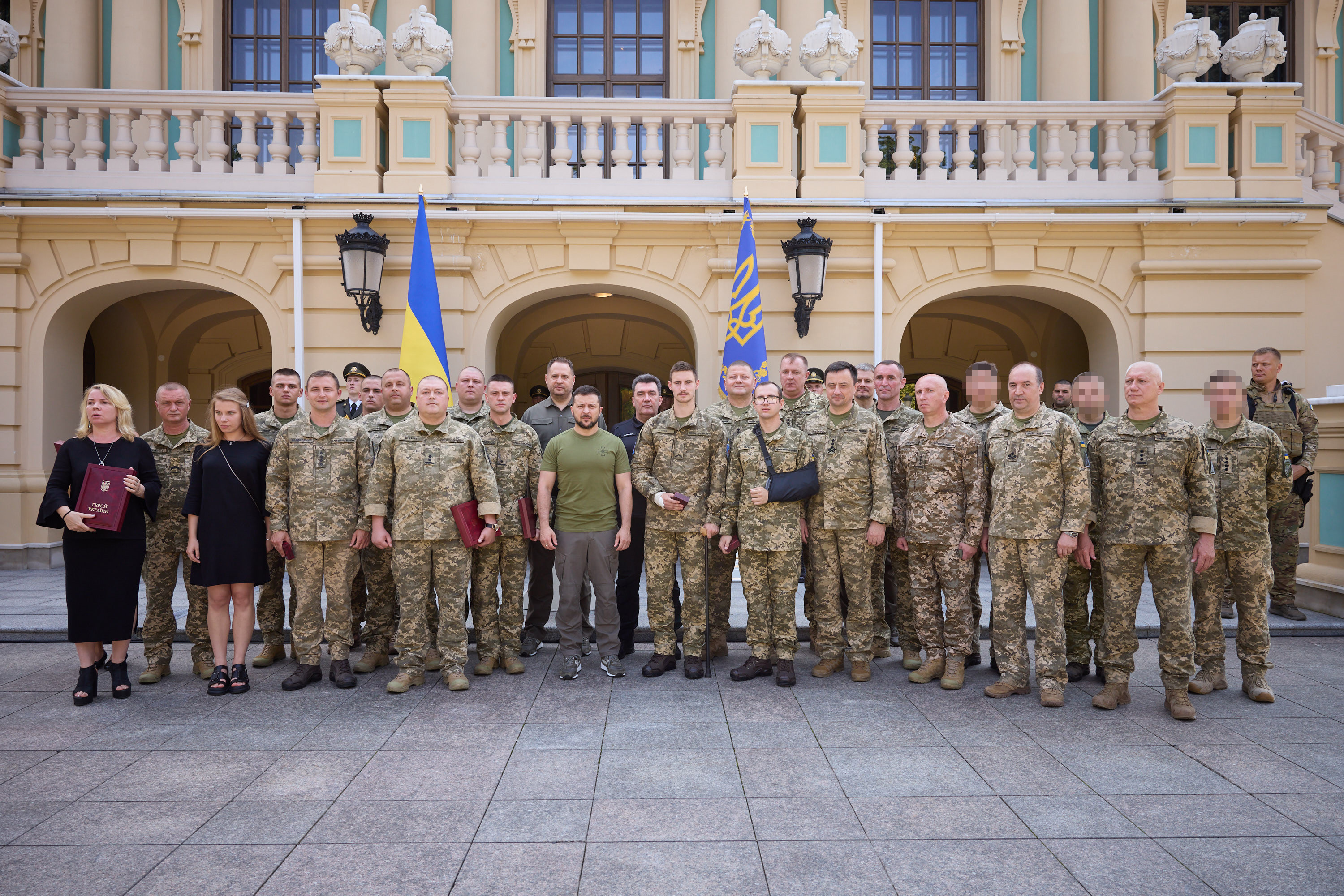
Вручення державних нагород з нагоди Дня Повітряних сил ЗСУ

Ввечері ЗСУ завдали ударів по мостам на Херсонщині, а також по військових об'єктах росіян у Скадовську, Чорнобаївці, Чаплинці, Олешках та Новій Каховці. Повідомляється про загибель в Мелітополі в результаті удару близько 100 окупантів.
Окупанти намагалися вести штурмові дії неподалік Вірнопілля, Богородичного та Долини; Верхньокам'янського; в районах н.п. Бахмут, Зайцеве, Яковлівка та Вершина, Кодема; у напрямках н.п. Красногорівка, Авдіївка, Піски, Невельське, Мар'їнка і Шевченко.
Росіяни нанесли ракетні удари по Харкову, Вінниці
Ворог завдав авіаударів біля Пришиба, Верхнього Салтова, Гусарівки і Ртищівки (на Харківщині); Спірного, Залиману; Григорівки та Івано-Дар'ївки; Бахмута, Соледара, Яковлівки і Зайцевого; біля Авдіївки, Мар'їнки, Кам'янки, Нью-Йорка, Красногорівки, Юр'ївки та Володимирівки; в районах н.п. Микільське, Веселе, Новоданилівка, Малі Щербаки, Новосілка та Велика Новосілка, Новомихайлівка, Пречистівка, Володимирівка; на Південнобузькому напрямку — біля н.п. Андріївка, Білогірка, Новомиколаївка, Олександрівка, Мирне, Велике Артакове і Таврійське, Ольгине, Новогригорівка.
Противник обстріляв райони н.п. Гай і Грем'яч Чернігівської області та Нові Вирки і Миколаївка Сумської області; на Харківському напрямку — райони н.п. Золочів, Прудянка, Дементіївка, Питомник, Руська Лозова, Руські та Черкаські Тишки, Кутузівка, Старий Салтів, Чугуїв та Асіївка; на Слов'янському напрямку — райони Довгенького, Великої Комишувахи, Сулигівки, Рідного, Богородичного, Краснопілля, Вірнопілля, Дібрівного, Грушувахи, Норцівки та Долини; на Краматорському напрямку — райони н.п. Краматорськ, Сіверськ, Верхньокам'янське, Григорівка, Райгородок, Званівка, Серебрянка та Спірне; на Бахмутському напрямку з- райони н.п. Бахмут, Соледар, Костянтинівка, Яковлівка, Покровське, Вершина, Кодема, Бахмутське, Часів Яр, Зайцеве, Білогорівка; на Авдіївському напрямку — райони н.п. Авдіївка, Піски, Шевченко, Нетайлове, Невельське, Красногорівка, Нью-Йорк та Курахове; на Новопавлівському та Запорізькому напрямках — райони н.п. Новомихайлівка, Костянтинівка, Шевченко, Оріхів, Мала Токмачка, Новоданилівка, Времівка, Новосілка, Білогір'я, Степове і Полтавка.
Також обстріляно Марганець, Червоногригорівку, Апостолове і Зеледольськ на Дніпропетровщині, Опитне, Селідове на Донеччині, Миколаїв і околиці, Баштанський район.
Із розблокованих портів «Одеса» та «Чорноморськ» вийшов другий караван з українським збіжжям на експорт — три судна з Чорноморська та ще одне з Одеси.

### 8 серпня

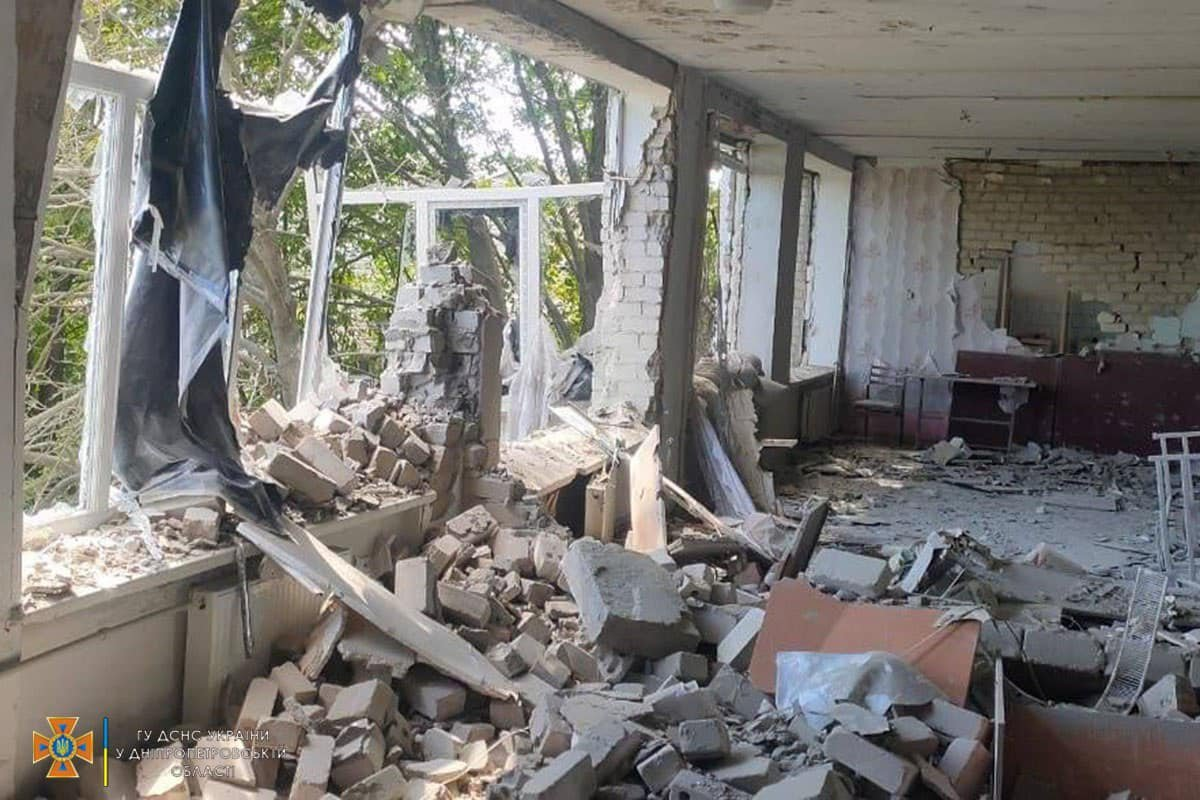
Ліцей у Великій Костромці (Дніпропетровська область) після обстрілу

Повідомляється про вибухи у Мелітополі.
Ворог атакував у напрямках Богородичного (під Святогірськом); н.п. Бахмут, Зайцеве, Вершина, Кодема, Івано-Дар'ївка, Веселе, Яковлівка; Авдіївки та Пісків; Красногорівки та Авдіївки. Також ворог активізувався на Інгульці і розпочав штурмові дії між Снігурівкою і Миколаєвом.
Росіяни нанесли ракетні удари по Харківщині (зокрема, смт Печеніги). ППО ЗСУ збила всі 4 російські крилаті ракети типу «Калібр», випущені з акваторії Чорного моря.
Окупанти завдали авіаударів біля Гусарівки, Верхнього Салтова, Байрака та Залимана на Харківщині; Григорівки та Івано-Дар'ївки; Бахмута, Соледара, Зайцевого, Дачі, Яковлівки, Вершини, Спірного і Кодеми; біля Нью-Йорка, Красногорівки, Мар'їнка, Новоселівка, Авдіївка та Шевченко; Пречистівки, Володимирівки, Полтавки, Великої Новосілки, Щербаків та Новосілки; Лозового, Ольгиного, Андріївки, Білої Криниці, Осокорівки і Таврійського на Інгульці.
Ворог здійснив обстріли в районах н.п. Грем'яч і Сеньківка Чернігівської області та Суходіл, Манухівка, Нові Вирки, Павлівка, Катеринівка, Середина-Буда та Мезенівка Сумської області; на Харківському напрямку — в районах н.п. Уди, Світличне, Золочів, Слатине, Нове, Борщова, Руські Тишки, Циркуни, Перемога, Слобожанське, Червоне, Гусарівка, Асіївка, Соснівка, Дуванка, Прудянка, Дементіївка, Питомник, Руська Лозова, Черкаські Тишки, Петрівка, Байрак, Старий Салтів, Базаліївка, Коробочкине, Андріївка, Мілове, Чугуїв та Чепіль; на Слов'янському напрямку — поблизу Великої Комишувахи, Дмитрівки, Вірнопілля, Рідного, Дібрівного, Грушувахи, Богородичного, Норцівки, Краснопілля, Микільського, Бражківки, Карнаухівки, Сулигівки, Нової Дмитрівки, Протопопівки, Адамівки, Залимана, Мазанівки та Долини; на Краматорському напрямку — районів Краматорська, Сіверська, Григорівки, Верхньокам'янського, Стародубівки, Закітного та Івано-Дар'ївки; на Бахмутському напрямку — поблизу Бахмута, Зайцевого, Яковлівки, Краснополівки, Покровського, Вершини, Соледара, Кодеми, Білогорівки, Бахмутського, Виїмки; на Авдіївському напрямку — біля Авдіївки, Опитного, Новобахмутівки, Карлівки, Кераміка, Курахового, Водяного, Пісків, Невельського, Новоселівки, Красногорівки і Сухої Балки; на Новопавлівському та Запорізькому напрямках- райони н.п. Новомихайлівка, Вугледар, Шевченко, Гуляйпільське, Темирівка, Времівка, Гуляйполе, Малинівка, Новопіль, Володимирівка, Павлівка, Оріхів, Новоданилівка, Степногірськ, Ольгівське, Кам'янське та Новосілка; на Південнобузькому напрямку — районів н.п. Миколаїв, Таврійське, Лимани, Олександрівка, Котляреве, Новомиколаївка, Новогреднєве, Киселівка, Кобзарці, Квітневе, Зелений Гай, Андріївка, Іванівка, Новоолександрівка, Тополине та Потьомкине, Прибузьке, Посад-Покровське, Лупареве, Українка, Луч, Мирне, Благодатне, Новоросійське, Широке, Партизанське, Плотницьке, Білогірка, Осокорівка та Князівка.
Також обстріляно Марганець, Червоногригорівку і Зеледольськ на Дніпропетровщині.
СБУ повідомила, що затримала кілерів спецслужб РФ, які планували вбивства міністра оборони, керівника ГУР МО України та відомого українського активіста.
Колишньому міністру оборони України Михайлові Єжелю, який погодив підписання Харківських угод і цим сприяв Російській Федерації в окупації Автономної Республіки Крим, ДБР повідомило підозру у держзраді.
Заступник міністра оборони США Колін Каль підтвердив інформацію про постачання Україні протирадіолокаційних авіаракет, зокрема, AGM-88 HARM.

### 9 серпня

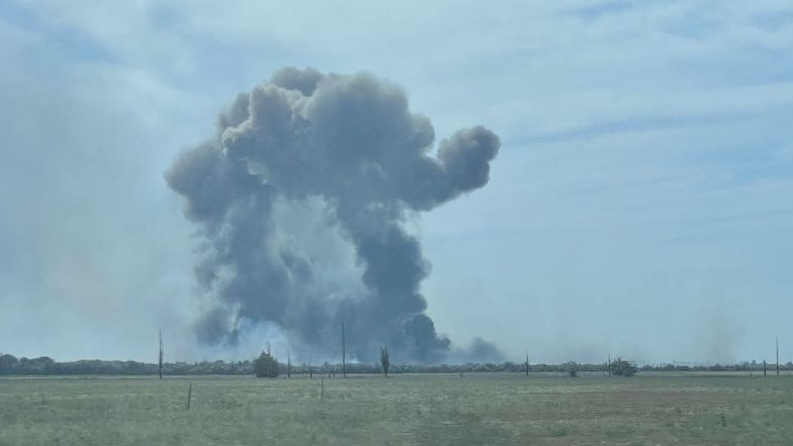
Вибухи на авіабазі «Саки»

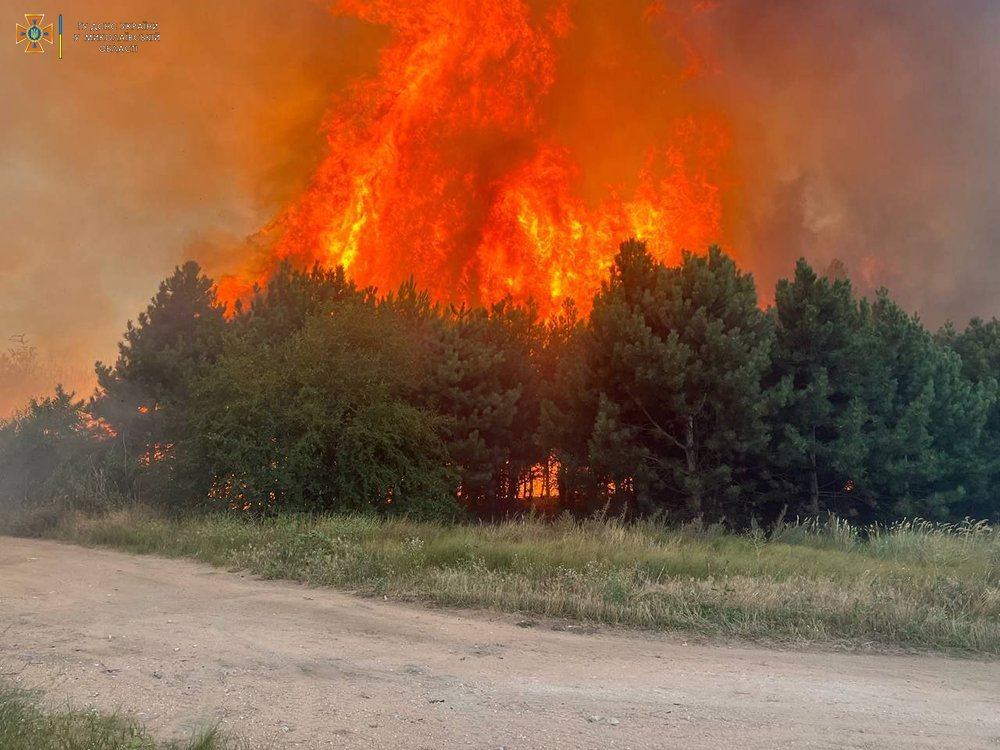
Лісова пожежа після обстрілу Миколаївської області

Повідомляється про вибухи у Мелітополі, Волновасі, Токмаку, Донецьку, Скадовському районі, Новоолексіївці. Близько 10 потужних вибухів пролунало на військовій базі у Новофедоровці під Саками (АР Крим): знищено склади з боеприпасами і авіатехніку (9 одиниць), пошкоджено авіабазу Саки.
Ворог вів штурмові дії у напрямках Ветеринарне — Уди, Байрак — Гусарівка (на Харківщині), Бахмута, Яковлівки, Вершини та Зайцевого, Новолуганське — Спірне, Володимирівка — Яковлівка, Стряпівка — Соледар; Красногорівки, Донецьк — Піски, Мінеральне — Авдіївка та Спартак — Авдіївка.
Росіяни нанесли ракетні удари по Харкову.
Окупанти завдали авіаударів біля Верхнього Салтова; Григорівки; Вершини, Веселої Долини, Зайцевого, Дачі, Бахмута, Яковлівки, Соледара та Спірного; Мар'їнки, Красногорівки, Новоселівки та Авдіївки; Великої Новосілки, Щербаків, Новосілки, Вугледара та Павлівки; Білої Криниці, Андріївки, Осокорівки та Ольгиного на Інгульці
Ворог обстріляв с. Миколаївку, Сеньківку Чернігівської області та н.п. Катеринівка, Середина-Буда і Мезенівка на Сумщині; на Харківському напрямку — райони н.п. Рідне, Соснівка, Прудянка, Слатине, Питомник, Руська Лозова, Петрівка, Чепіль, Печеніги, Слобожанське, Уди, Дементіївка, Нове, Питомник, Руські Тишки, Перемога, Верхній Салтів, Старий Салтів, Мосьпанове, Стара Гнилиця, Гусарівка, Коробочкине, П'ятигірське та Шевелівка; на Слов'янському напрямку — райони Великої Комишувахи, Дмитрівки, Карнаухівки, Довгенького, Вірнопілля, Нової Дмитрівки, Богородичного та Долини: на Краматорському напрямку зафіксовано обстріли неподалік Маяків, Григорівки, Пискунівки, Верхньокам'янського, Платонівки та Серебрянки, Сіверська, Сидорового та Райгородка.; на Бахмутському напрямку — райони н.п. Бахмут, Костянтинівка, Соледар, Зайцеве, Торецьк, Яковлівка, Білогорівка, Покровське, Кодема та Майорськ, Івано-Дар'ївка, Покровське, Курдюмівка, Бахмутське та Вершина; на Авдіївському напрямку — райони н.п. Авдіївка, Піски, Невельське, Нетайлове, Красногорівка, Новобахмутівка, райони Мар'їнки, Опитного, Первомайського, Петрівського; на Новопавлівському та Запорізькому напрямках — в районах н.п. Вугледар, Павлівка, Новомайорське, Велика Новосілка, Степногірськ, Оріхів, Щербаки, Костянтинопольське, Новомихайлівка, Мала Токмачка, Великомихайлівка, Володимирівка, Шевченко, Пречистівка, Бурлацьке, Времівка, Залізничне, Степове, Полтавка, Новосілка, Гуляйполе та Малі Щербаки; на Південнобузькому напрямку — Миколаїв, а також райони н.п. Степова Долина, Лимани, Шевченкове, Мирне, Киселівка, Широке, Зелений Гай, Біла Криниця, Нікополь, Князівка та Добрянка, Новогригорівка, Андріївка та Ольгине
Також обстріляно Нікополь, Великомихайлівську громаду на Дніпропетровщині.
Україна щодня втрачає на фронті 30-50 бійців — майже втричі менше, ніж в червні — М.Подоляк.

### 10 серпня

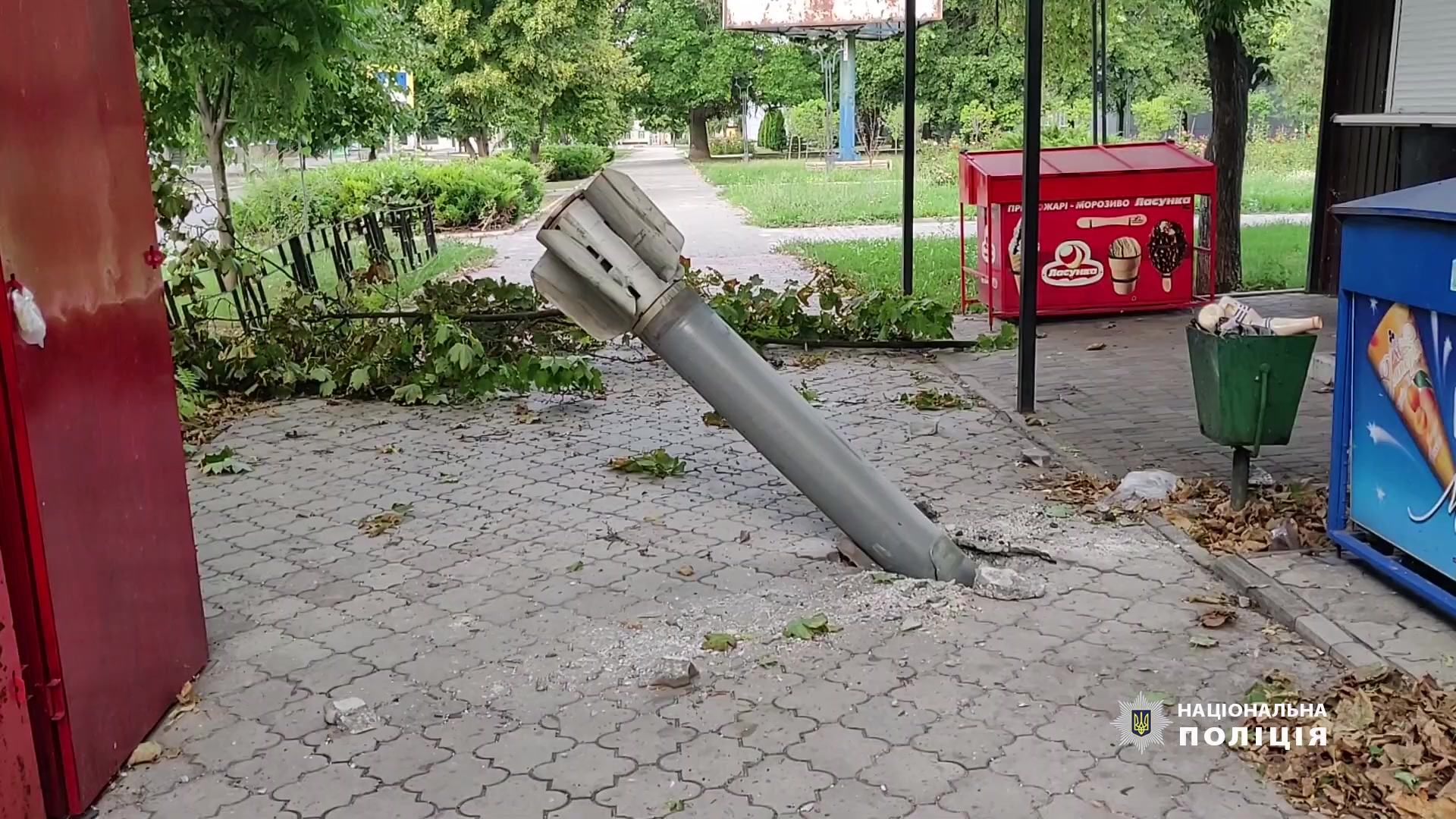
Наслідки обстрілу Бахмута

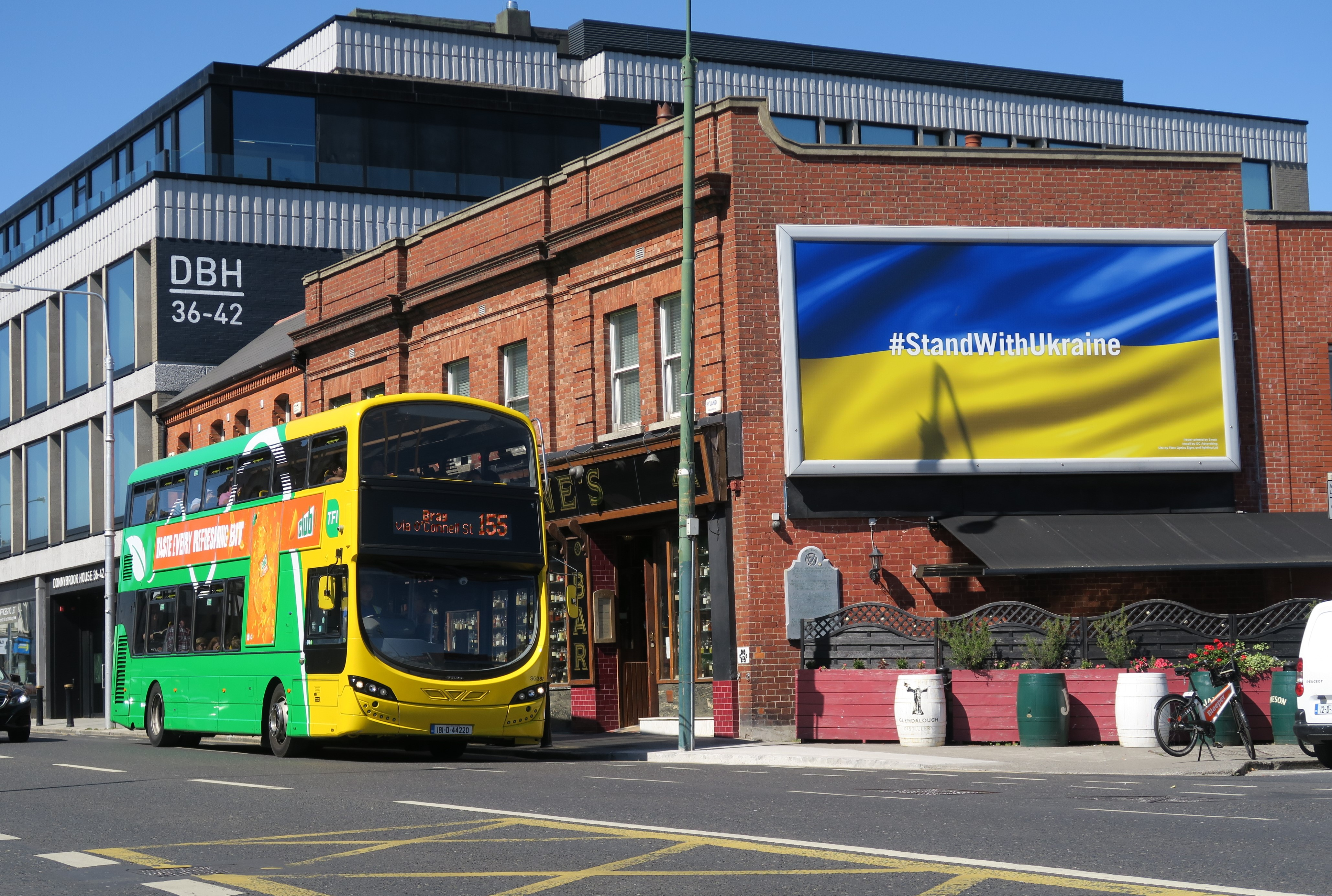
Знак підтримки України в Дубліні

ЗСУ вдарили по мосту через Дніпро в районі Каховської ГЕС і зробили його непридатним для повноцінного використання. На аеродромі «Зябрівка» під білоруським Гомелем ввечері пролунало декілька вибухів.
Росіяни вели штурмові дії в районах н.п. Уди, Петрівка та Гусарівка, Велика Комишуваха (на Харківщині); Івано-Дар'ївки, Григорівки та Верхньокам'янського; Бахмут, Кодема, Спірне, Яковлівка, Зайцеве, Вершина, Дача та Соледар, у напрямку Авдіївки, Мар'їнки та Пісків; Павлівки; Андріївки, Новогригорівки, Білої Криниці, Мирного, Великого Артакового та Лозового на Інгульці
Окупанти завдали авіаударів біля Гусарівки; Яковлівки, Спірного, Соледара, Бахмута, Зайцевого, Вершини та Веселого; Авдіївки, Красногорівки та Мар'їнки; Павлівки, Вугледара, Новосілки, Новоданилівки, Полтавки, Новомихайлівки, Пречистівки і Золотої Ниви; Андріївки, Ольгиного та Новогригорівки на Інгульці.
Ворог обстріляв цивільну інфраструктуру в районах н.п. Сеньківка, Логи Чернігівської області та Гаврилова Слобода, Старі Вирки, Середина-Буда, Бруски, Ворожба, Мезенівка, Грабовське і Славгород Сумської області; на Харківському напрямку — райони Світличного, Прудянки, Руської Лозової, Черкаських та Руських Тишків, Верхнього та Старого Салтова, Удів, Петрівки, Протопопівки, Коробочкиного та Шевелівки; на Слов'янському напрямку- райони Довгенького, Великої Комишувахи, Вірнопілля, Дібрівного, Богородичного, Краснопілля та Долини, Карнаухівки, Мазанівки; на Краматорському напрямку — райони Сіверська, Верхньокам'янського, Серебрянки, Григорівки та Сидорового; на Бахмутському напрямку — райони Бахмута (6 загиблих), Бахмутського, Соледара, Яковлівки та Вершини, Костянтинівки, Переїзного, Веселого, Веселої Долини і Зайцевого; на Авдіївському напрямку — райони Авдіївки, Мар'їнки, Пісків, Курахового, Сухої Балки, Водяного, Нетайлового, Опитного та Красногорівки; на Новопавлівському та Запорізькому напрямках- райони Новомихайлівки, Вугледара, Шевченко, Великої Новосілки, Білогір'я, Бурлацького та Ольгівського, райони н.п. Мала Токмачка, Малинівка, Лук'янівське, Новоданилівка, Времівка та Кушугум; на Південнобузькому напрямку — в районах н.п. Прибузьке, Лимани, Луч, Олександрівка, Новомиколаївка, Мирне, Благодатне, Кобзарці, Князівка, Трудолюбівка, Миколаїв, Українка, Лимани, Степова Долина, Веселий Кут, Біла Криниця, Твердомедове та Осокорівка.
Також обстріляно м. Марганець (12 загиблих) і с. Вищетарасівка на Дніпропетровщині, Миколаїв.

## 11-20 серпня

### 11 серпня
Повідомляється про сильний вибух в районі Новопетрівки під Бердянськом.
Противник вів штурмові дії неподалік Григорівки, Верхньокам'янського та Івано-Дар'ївки; Яковлівки, Бахмутського, Горлівка — Зайцеве, Вершини та Дачі, н.п. Івано-Дар'ївка, Виїмка, Бахмут, Весела Долина та Кодема; Спартака, Мар'їнки та Пісків; Павлівки на Запоріжжі;
Окупанти завдали авіаційних ударів біля Ртищівки, Верхнього Салтова та Старого Салтова, Залиману на Харківщині; Виїмки, Спірного, Бахмута, Івано-Дар'ївки, Яковлівки, Соледара і Зайцевого; Авдіївки, Водяного та Мар'їнки; Новомихайлівки, Пречистівки, Золотої Ниви, Щербаків та Полтавки, Вугледара, Малих Щербаків та Новомихайлівки; Андріївки, Новогригорівки, Лозового, Білої Криниці, Осокорівки, Благодатного, Новогригорівки та Мирного на Інгульці.
Ворог обстріляв на Сумщині цивільну та військову інфраструктуру в районах н.п. Ворожба, Мезенівка, Павлівка та Білопілля, а на Чернігівщині — неподалік села Логи; на Харківському напрямку — райони н.п. Уди, Рідне, Прудянка, Слатине, Нове, Руська Лозова, Петрівка, Українка, Перемога, Баранівка, Чепіль, Одноробівка, Печеніги та Слобожанське, Леб'яже, Соснівка, Дементіївка, Питомник, Руські та Черкаські Тишки, Шевелівка, Протопопівка, Верхній Салтів, Циркуни, Стара Гнилиця, Гусарівка, Коробочкине; на Слов'янському напрямку — райони Карнаухівки, Мазанівки, Великої Комишувахи, Довгенького, Нової Дмитрівки, Грушувахи і Норцівки, Вірнопілля, Богородичного, Шнурків, Курульки, Краснопілля, Долини та Залимана; на Краматорському напрямку — райони Пришиба, Сіверська, Серебрянки, Григорівки та Верхньокам'янського; на Бахмутському напрямку — райони н.п. Бахмут, Костянтинівка, Білогорівка, Весела Долина, Зайцеве, Яковлівка, Кодема та Курдюмівка, райони Переїзного, Веселого, Бахмутського, Соледара, Вершини; на Авдіївському напрямку — райони н.п. Мар'їнка, Нетайлове, Авдіївка, Опитне та Красногорівка, Водяне, Олександропіль та Піски; на Новопавлівському та Запорізькому напрямках — райони Новомихайлівки, Токмачки, Шевченко, Новояковлівки, Гуляйпільського, Великої Новосілки, Вугледара, Золотої Ниви, Оріхова, Времівки, Бурлацького, Ольгівського і Кушугума, райони н.п. Мала Токмачка, Малинівка, Лук'янівське, Гуляйполе, Щербаки, Володимирівка, Богоявленка, Новоданилівка, Новопіль, Новосілка та Залізничне. Ворог завдав авіаударів неподалік Вугледара, Малих Щербаків та Новомихайлівки.; на Південнобузькому напрямку — райони н.п. Миколаїв (порт), Прибузьке, Лимани, Галицинове, Зоря, Олександрівка, Шевченкове, Новомиколаївка, Киселівка, Любомирівка, Поляна, Андріївка, Зелений Гай, Березнегувате, Лепетиха, Іванівка, Князівка, Твердомедове, Осокорівка, Українка, Посад-Покровське, Лупареве, Степова Долина, Новогригорівка, Веселий Кут, Широке, Кобзарці, Кавказ, Біла Криниця, Лепетиха, Тополине, Іванівка, Потьомкине, Трудолюбівка та Нікополь (3 загиблих). Російські окупаційні війська знову обстріляли Запорізьку АЕС і території поблизу атомного об'єкта.
На РадБезі ООН обговорено ситуацію щодо безпеки ЗАЕС. Росія виступила проти демілітаризації Запорізької АЕС.

### 12 серпня
ЗСУ знищили четвертий та останній міст на Херсонщині, через який РФ перекидала техніку, а також російський склад боєприпасів біля села Веселе на Херсонщині
Противник намагався вести наступальні бої у напрямках Пасіка — Богородичне і Тихоцьке — Долина під Ізюмом; Білогорівка — Григорівка; Спірне, Івано-Дар'ївка, Виїмка, Яковлівка, Кодема, Вершина та Зайцеве, Покровське — Бахмут, Відродження — Вершина, Вуглегірська ТЕС — Зайцеве, Лисичанський НПЗ — Івано-Дар'ївка, Миколаївка — Виїмка, Спірне — Івано-Дар'ївка; в районах Спартака, Пісків та Мар'їнки, в напрямках Новоселівка Друга — Красногорівка та Спартак — Авдіївка, Донецьк — Піски та Новоселівка — Олександропіль; Сторожове — Новосілка, Єгорівка — Павлівка; Сухий Ставок — Лозове на Інгульці.
Росіяни нанесли масовані ракетні удари по Запоріжжю, Краматорську, Харкову
Окупанти завдали авіаційних ударів поблизу Верхнього Салтова, Ртищівки, Українки, Залимана та Байрака. Старого Салтова та Мосьпанового. на Харківщині, Виїмки, Івано-Дар'ївки, Спірного, Яковлівки та Бахмутського, Веселої Долини, Зайцевого, Бахмута та Соледара; Красногорівки, Мар'їнки, Водяного та Авдіївки; Вугледара та Новомихайлівки; Осокорівки, Андріївки, Благодатного, Новогригорівки, Лозового, Мирного, Брускинського та Великого Артакового на Інгульці.
Ворог обстріляв райони Олександрівки, Сеньківки і Грем'яча Чернігівської області та Юр'євого, Білопілля, Атинського, Яструбиного, Басівки і Кіндратівки на Сумщині; на Харківському напрямку — райони н.п. Уди, Одноробівка, Прудянка, Слатине, Дементіївка, Нове, Питомник, Руська Лозова, Руські та Черкаські Тишки, Циркуни, Черняки, Петрівка, Шестакове, Старий Салтів, Мосьпанове, Кутузівка, Лісне, Іванівка, Гусарівка, Леб'яже, Коробочкине, Слобожанське, Чепіль, Харків, Великі Проходи, Протопопівка, Верхній Салтів; на Слов'янському напрямку — біля Великої Комишувахи, Дмитрівки, Дібрівного, Вірнопілля, Рідного, Протопопівки, Мазанівки, Богородичного, Норцівки, Краснопілля та Долини, Долини, Бражківки; на Краматорському напрямку — райони Сіверська, Званівки, Верхньокам'янського, Григорівки, Краматорська та Райгородка; на Бахмутському напрямку — райони н.п. Бахмут, Соледар, Івано-Дар'ївка, Виїмка, Спірне, Яковлівка, Кодема, Вершина, Зайцеве та Васюківка, райони Часового Яру, Берестового, Бахмутського, Переїзного, Роздолівки; на Авдіївському напрямку — райони Мар'їнки, Водяного, Нетайлового, Авдіївки, Пісків, Красногорівки, Новобахмутівки, райони н.п. Курахове, Нью-Йорк, Невельське, Первомайське, Опитне; на Новопавлівському та Запорізькому напрямках — райони Новомихайлівки, Шевченко, Новояковлівки, Великої Новосілки, Володимирівки, Вугледара, Новополя, Преображенки, Времівки, Новосілки, Зеленого Поля, Новоданилівки, Кам'янського, Новоандріївки, Гуляйполя і Білогір'я, райони н.п. Павлівка, Пречистівка, Вугледар, Богоявленка, Залізничне, Гуляйпільське, Ольгівське, Шевченко, Бурлацьке, Дрожнянка; на Південнобузькому напрямку — райони Посад-Покровського, Степової Долини та ще 27 н.п.
Також обстріляно м. Марганець, Нікополь, Зеленодольську громаду на Дніпропетровщині, Миколаїв.
В окупованій Горлівці Донецької області ліквідувано учасника «російської весни-2014», діяча угруповання «ДНР» Юрія Крикуленка.. У тимчасово окупованому РФ місті Мелітополь на Запоріжжі підірвали керівника пропагандистського відділу роботи зі ЗМІ російської адміністрації Олега Шостака

### 13 серпня
Ворог намагався вести наступальні бої в районі н.п. Питомник; біля Нової Дмитрівки та Долини; Івано-Дар'ївки, Спірного та Виїмки, Серебрянки; біля Яковлівки, Бахмута, Вершини, Соледара та Зайцевого, у напрямках Олександрополя, Красногорівки, Авдіївки, Мар'їнки та Пісків; Первомайського; Павлівки, Пречистівки та Новосілки; Лозове та Широке на Інгульці.

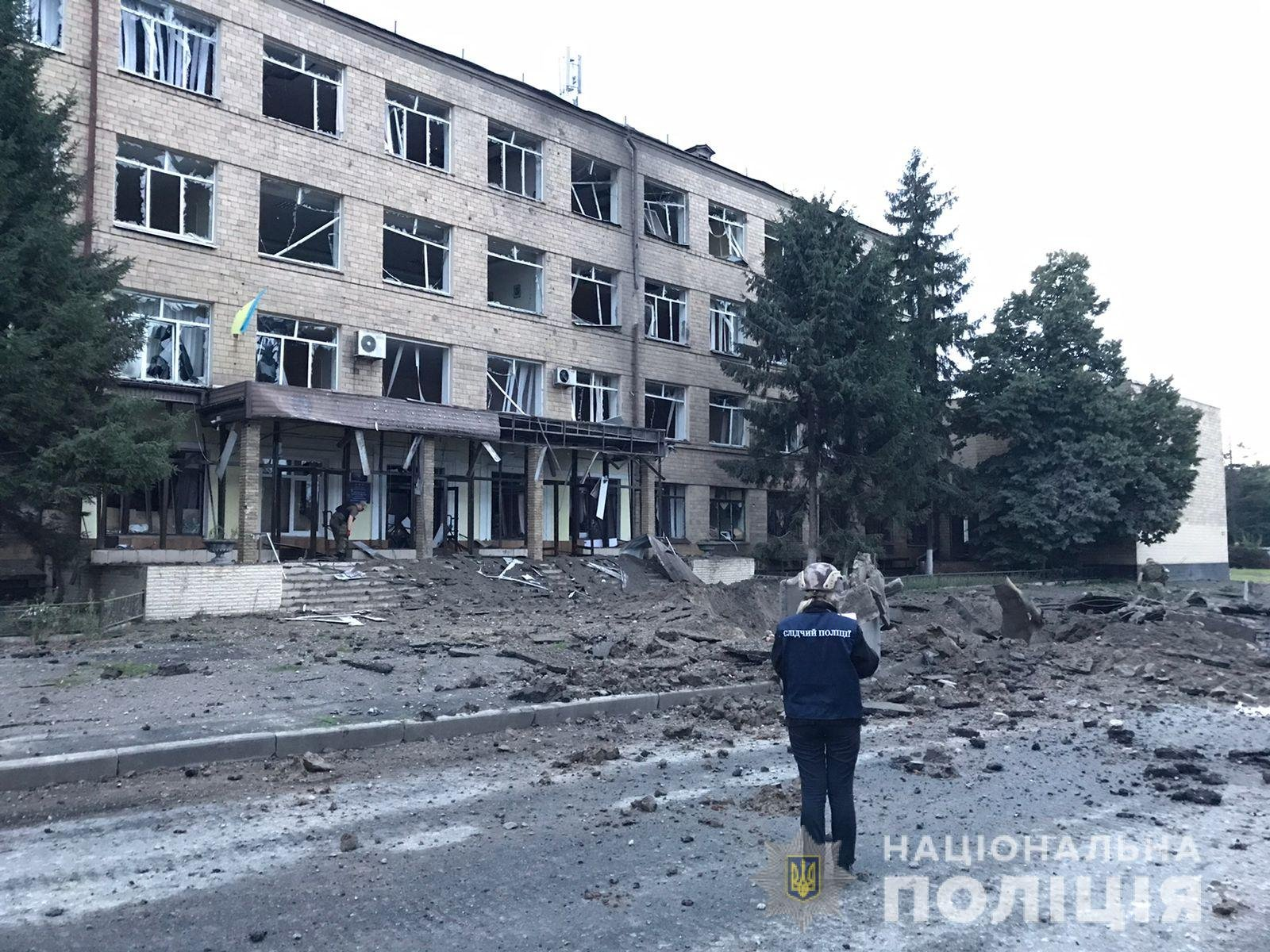
Харківський кооперативний торгово-економічний коледж після обстрілу

Росіяни нанесли ракетні удари по Харкову.
Окупанти завдали авіаційних ударів біля Старого Салтова, Гусарівки та Мосьпанового, Залимана, Перемоги, Ртищівки та Питомника на Харківщині; Яковлівки, Спірного, Веселої Долини, Кодеми, Соледара, Бахмута, Зайцевого і Бахмутського; Мар'їнки; Новосілки, Павлівки, Володимирівки та Червоного, Пречистівки та Вугледара; Андріївки, Осокорівки, Білої Криниці та Лозового на Інгульці.
Противник обстріляв райони н.п. Сеньківка, Грем'яч і Пушкарі на Чернігівщині та Басівка і Кіндратівка Сумської області; на Харківському напрямку — райони н.п. Харків, Уди, Прудянка, Руська Лозова, Черкаські та Руські Тишки, Петрівка, Старий Салтів, Іванівка, Гусарівка, Леб'яже та Коробочкине; на Слов'янському напрямку — райони Вірнопілля, Богородичного, Великої Комишувахи, Довгенького, Краснопілля, Долини та Дібрівного, Бражківки; на Краматорському напрямку — райони Краматорська, Верхньокам'янського, Сіверська, Григорівки та Кривої Лук; на Бахмутському напрямку — райони Часового Яру, Бахмута; на Авдіївському напрямку — райони н.п. Курахове, Нью-Йорк, Мар'їнка, Красногорівка та Олександропіль; на Новопавлівському та Запорізькому напрямках — райони Володимирівки, Павлівки, Вугледара та ін.; на Південнобузькому напрямку — райони Степової Долини, Парутиного, Прибузького та ін.
Також обстріляно Нікополь, Зеленодольську і Апостолівську громади на Дніпропетровщині, Миколаїв.
Головнокомандувач ЗСУ В.Залужний повідомив, що Сили оборони України з 24.02.2022 розбили 20 % підрозділів російських військ, залучених до війни проти України.

### 14 серпня
ЗСУ вразили високоточною ракетою базу найманців російської ПВК «Вагнера» в окупованому місті Попасна на Луганщині.
Ворог вів штурмові дії в напрямках Тихоцьке — Долина; Спірного та Івано-Дар'ївки; Бахмута, Яковлівки, Соледару, Вершини, Кодеми та Зайцевого; Красногорівки, Первомайського та Пісків; Павлівки та Времівки;
Противник завдав авіаційних ударів біля Перемоги, Питомника, Ртищевкі і Верхнього Салтова на Харківщині; Соледара, Яковлівки та Кодеми; Красногорівки; Новосілки, Новоандріївки та Щербаків; Білогірки та Великого Артакового на Інгульці.
Ворог обстріляв райони Сеньківки Чернігівської області та Старикового, Атинського, Люте, Іскрисківщина, Біловоди і Журавки Сумської області; на Харківському напрямку — райони н.п. Уди, Борщова, Золочів, Безруки, Нове, Ртищівка, Руська Лозова, Черкаські Тишки, Петрівка, Старий Салтів, Мосьпанове, Коробочкине, Пришиб, Байрак та Чепіль, Світличне, Шаповалівка, Прудянка, Дементіївка, Питомник, Великі Проходи, Руські Тишки, Перемога, Верхній Салтів, Гусарівка, Базаліївка, Стара Гнилиця та Протопопівка; на Слов'янському напрямку — райони Грушувахи, Долини, Краснопілля, Дібрівного, Курульки, Протопопівки та Норцівки, Великої Комишувахи, Бражівки, Залимана, Вірнопілля, Мазанівки та Богородичного; на Краматорському напрямку — райони Верхньокам'янського, Серебрянки, Спірного, Івано-Дар'ївки, Роздолівки та Переїзного, Білогорівки, Григорівки, Стародубівки, Веселого, Федорівки та Сіверська; на Бахмутському напрямку — райони Костянтинівки, Бахмута, Соледара, Шумів, Яковлівки, Кодеми і Вершини, Торецька, Бахмутського, Білогорівки, Курдюмівки, Василівки, Зайцевого і Залізного; на Авдіївському напрямку — райони Авдіївки, Невельського, Пісків, Водяного, Карлівки та Нью-Йорка, Срібного, Красногорівки, Опитного, Первомайського, Новобахмутівки та Мар'їнки; на Новопавлівському та Запорізькому напрямках — райони н.п. Костянтинівка, Оріхів, Павлівка, Вугледар, Велика Новосілка, Новомихайлівка, Новоданилівка, Тернувате, Бурлацьке, Чарівне, Зелене Поле, Мала Токмачка, Полтавка, Новоандріївка та Привільне; на Південнобузькому напрямку — райони н.п. Посад-Покровське, Олександрівка, Оленівка, Мирне, Широке, Поляна, Павло-Мар'янівка, Червона Долина, Киселівка, Тернівка, Велике Артакове, Біла Криниця, Іванівка, Потьомкине та Трудолюбівка, Степова Долина, Лимани, Прибузьке, Новомиколаївка, Котляреве, Партизанське, Первомайське, Благодатне, Кобзарці, Веселий Кут, Тернівка, Андріївка, Лозове, Токарєве, Зарічне та Ольгине.
Також обстріляно м. Марганець, Нікополь, Зеленодольську громаду на Дніпропетровщині, Миколаїв і його передмістя, Краматорськ, окупований Енергодар.

### 15 серпня

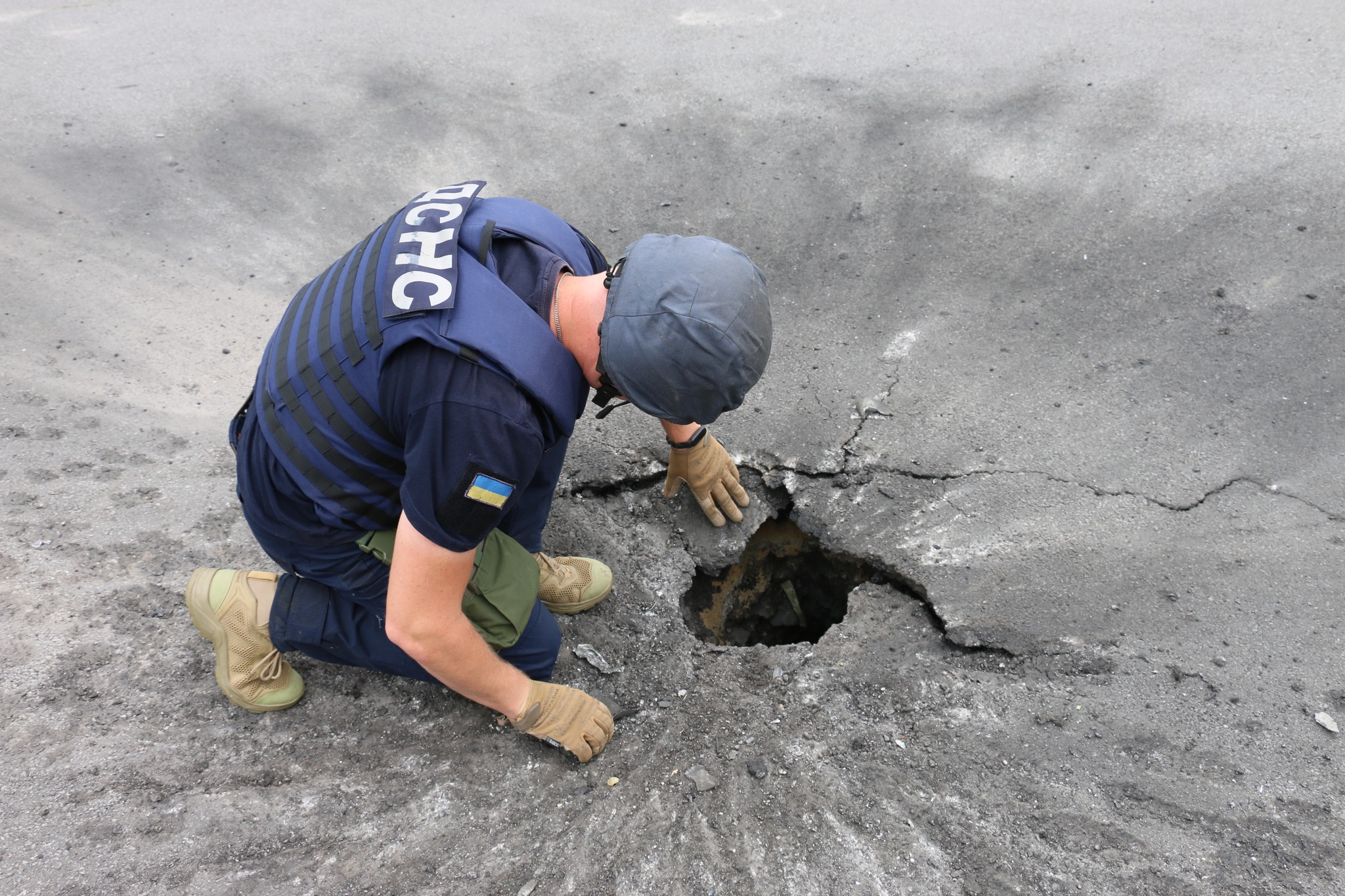
Співробітник ДСНС України обстежує місце удару в Харкові

Ворог вів штурмові дії в напрямках Козача Лопань — Уди; Довгеньке — Мазанівка; Лисичанський НПЗ — Івано-Дар'ївка, Виїмки і Веселого; Вуглегірська ТЕС — Вершина, Володимирівка — Бахмутське та Стряпівка — Соледар, Покровське — Бахмутське та Горлівка — Залізне; Старомихайлівки і Невельського; на південному сході — Славне — Новомихайлівка, Солодке — Новомихайлівка, Солодке — Водяне, Солодке — Володимирівка, Єгорівка — Павлівка; Зелений Гай — Новогригорівка.
Противник завдав авіаційних ударів біля Верхнього Салтова, Соснівки і Ртищівки на Харківщині; Спірного та Пришиба; Соледара та Яковлівки; Нью-Йорка, Водяного та Новобахмутівки; Новомихайлівки, Єлизаветівки, Щербаків та Чарівного; Андріївки, Мирного, Білої Криниці, Благодатного і Лозового на Інгульці.
Окупанти обстріляли райони н.п. Басівка, Могриця, Голишівське, Ходине та Будки Сумської області, Кам'янської Слободи Чернігівської області; на Харківському напрямку — райони н.п. Харків, Слобожанське, П'ятихатки, Ртищівка, Одноробівка, Соснівка, Слатине, Світличне, Шевелівка, Нове, Дементіївка, Питомник, Руська Лозова, Руські Тишки, Коробочкине, Костянтинівка та Протопопівка; на Слов'янському напрямку — райони Грушувахи, Краснопілля, Асіївки, Вірнопілля та Мазанівки; на Краматорському напрямку — райони Спірного, Івано-Дар'ївки, Крматаорська і Райгородка; на Бахмутському напрямку- райони н.п. Костянтинівка, Бахмут, Весела Долина, Васюківка, Бахмутське, Соледар, Шуми, Північне, Білогорівка, Яковлівка, Федорівка, Зайцеве і Вершина; на Авдіївському напрямку — райони Красногорівки, Пісків, Опитного, Водяного, Спартака, Невельського та Мар'їнки; на Новопавлівському та Запорізькому напрямках — райони н.п. Новосілка, Вугледар, Велика Новосілка, Новомихайлівка, Новопіль, Павлівка, Новоандріївка, Привільне та Времівка; на Південнобузькому напрямку.
Верховна Рада підтримала продовження термінів воєнного стану та загальної мобілізації до 21 листопада 2022 року.

### 16 серпня
Повідомляється про вибухи на електропідстанції і військових складах окупантів під Джанкоєм (с. Травневе, АР Крим). В Мелітополі пролунали два вибухи в районі підстанції, після цього зупинилося мовлення ефірного телебачення. Також повідомляється про вибух у військовій частині у Гвардійському (АР Крим). В окупованому Лисичанську підірвали колишню будівлю СБУ, в якій окупанти влаштували штаб.
Ворог вів штурмові дії в напрямках Мазанівки, Новодмитрівки, Богородичного; Івано-Дар'ївки; Вершини, Яковлівки та Соледара, Залізного, Шумів, Бахмутського та Зайцевого; Невельського, Опитного; Шевченкового, Новомихайлівки; Новогригорівки, Білогірки на Інгульці.
Російські окупанти завдали ракетних ударів по Харкову, Житомиру (військовий аеродром).
Противник завдав авіаударів біля Верхнього Салтова, Гусарівки, Соснівки, Старого Салтова та Мосьпанового; Яковлівки, Спірного та Соледара; Мар'їнки, Красногорівки та Ясинуватої; Новоандріївки, Павлівки і Полтавки, Володимирівки, Новосілки та Щербаків; Посад-Покровського, Білої Криниці, Білогірки та Лозового.
Окупанти обстріляли райони Кам'янської Слободи на Чернігівщині та Ходиного і Сваркового Сумської області; на Харківському напрямку — райони н.п. Харків, Петрівка, Одноробівка, Соснівка, Дуванка, Дементіївка, Питомник, Руська та Черкаська Лозова, Черкаські Тишки, Петрівка, Верхній Салтів, Мосьпанове, Іванівка, Коробочкине та Чепіль; на Слов'янському напрямку — райони Грушувахи, Краснопілля, Вірнопілля, Рідного, Мазанівки, Нової Дмитрівки, Дібрівного та Долини, райони н.п. Бражківка, Велика Комишуваха, Вірнопілля; на Краматорському напрямку — райони н.п. Краматорськ, Верхньокам'янське, Григорівка, Переїзне та Роздолівка, райони Миколаївки, Слов'янська, Спірного, Івано-Дар'ївки, та Званівки; на Бахмутському напрямку — райони Костянтинівки, Соледара, Шумів, Яковлівки, Бахмута, Зайцевого, Білогорівки та Майорська; на Авдіївському напрямку — райони Авдіївки, Красногорівки, Олександрополя, Водяного, Опитного, Новокалинового і Новобахмутівки, Мар'їнки, Нью-Йорка, Пісків та Невельського; на Новопавлівському та Запорізькому напрямках зафіксовано артилерійські обстріли поблизу Володимирівки, Новоукраїнки, Павлівки, Вугледара, Новосілки, Чарівного, Времівки, Кам'янського, Дорожнянки та Новополя, райони н.п. Велика Новосілка, Новомихайлівка, Богоявленка, Сонцівка, Степногірськ, Шевченко, Бурлацьке, Залізничне, Гуляйполе, Гуляйпільське, Новоданилівка, Лук'янівське, Оріхів, Времівка, Полтавка та Новоандріївка; на Південнобузькому напрямку — райони н.п. Степова Долина, Нова Зоря, Прибузьке, Шевченко, Киселівка, Благодатне, Широке, Кобзарці, Андріївка, Добрянка, Осокорівка, Потьомкине, Трудолюбівка, Велика Костромка та Червоногригорівка.
Також обстріляно Мар'янське, Велику Костромку, Нікополь, Червоногригорівку на південному заході Дніпропетровщини, Костянтинівку, Слов'янськ, Ясногірку, Курахове, Миколаїв, Березнегувате

### 17 серпня

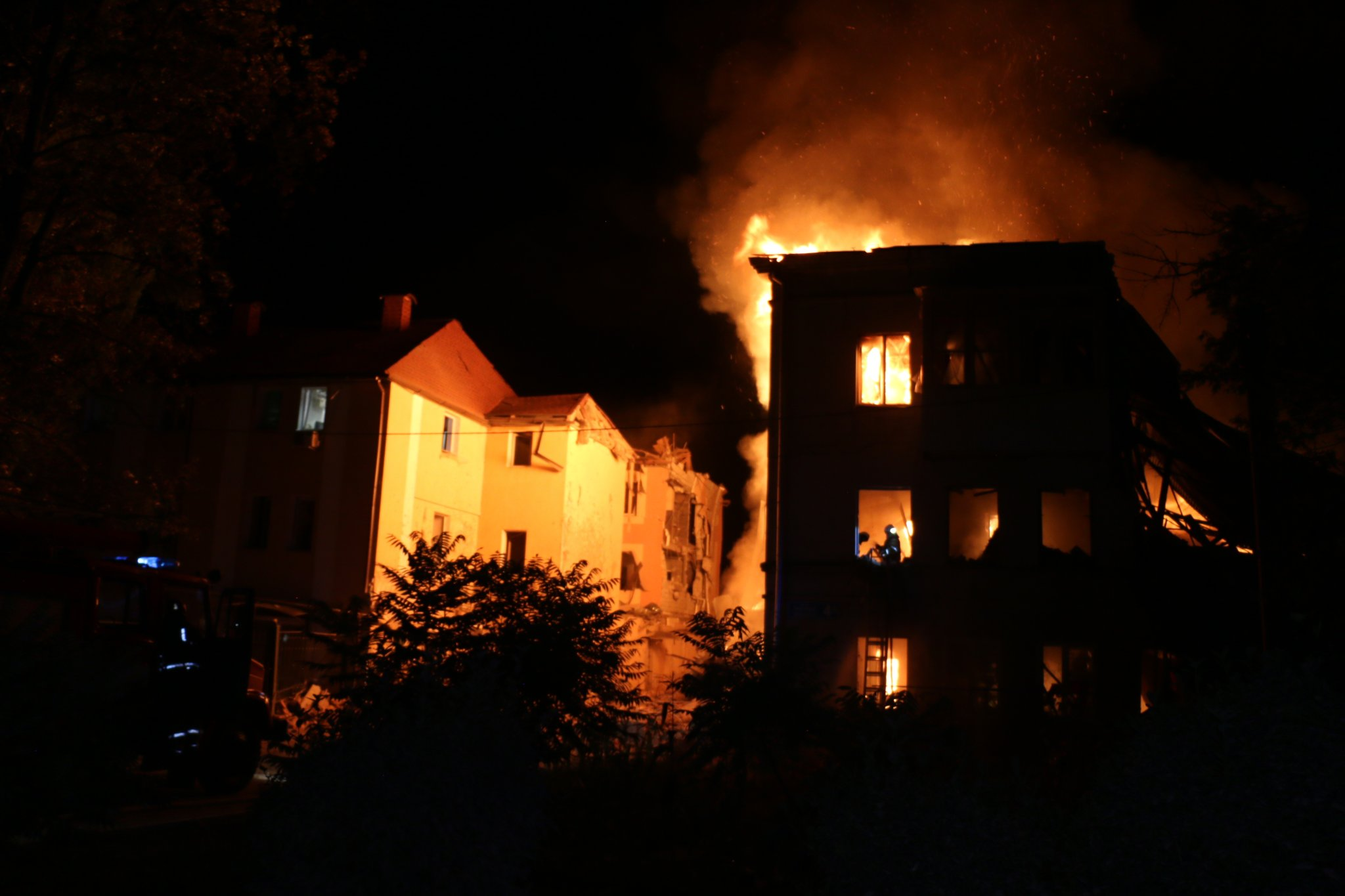
Житловий будинок у Харкові після обстрілу

Повідомляється про вибухи біля окупаційної комендатури Мелітополя, в Макіївці, біля Горлівки, на базі окупантів у Новій Каховці.

Ворог вів штурмові дії в напрямках Леб'яжого та Базаліївки; Новодмитрівки та Мазанівки; Веселого, Миколаївка — Виїмка; Білогорівка, Соледар, Бахмутське, Кодема, Зайцеве та Майорськ, Володимирівка — Соледар, Покровське — Бахмутське, Покровське — Бахмут, Клинове — Бахмут, Семигір'я — Зайцеве, Семигір'я — Кодема та Гольмівський — Зайцеве; Опитного (має частковий успіх); Шевченкового та Новомихайлівки (має частковий успіх), Лозове — Первомайське; Єгорівка — Шевченкове; Білогірки, Білої Криниці, Благодатного, а також балки Хутірської.

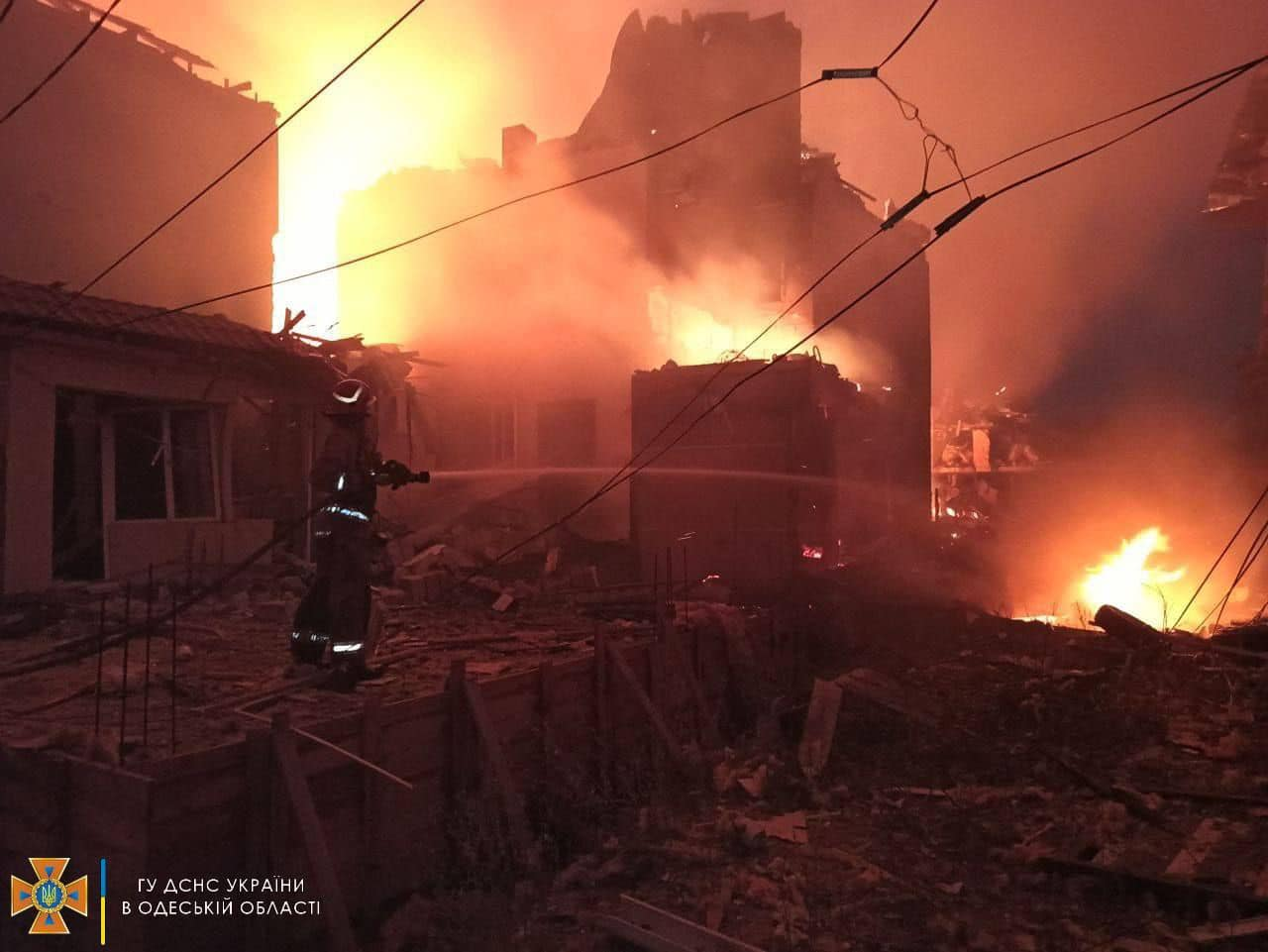
База відпочинку в Одеській області після обстрілу

Російські окупанти завдали ракетних ударів по Затоці на Одещині, Харкову (19 загиблих у гуртожитку).
Противник завдав авіаударів біля Івано-Дар'ївки та Веселого; Соледара; Мар'їнки; Щербаків, Малих Щербаків і Залізничного; на Південнобузькому напрямку — неподалік Білогірки, Лозового, Білої Криниці та Посад-Покровського.
Окупанти обстріляли райони Чернівського, Павлівки та Гудового; Вовківки, Яструбиного та Попівки Сумської області; на Харківському напрямку — райони н.п. Харків, Нова Миколаївка, Дементіївка, Коробочкине, Печеніги, Руські Тишки, Одноробівка, Леб'яже, Нове, Світличне, Соснівка та Рубіжне, Карасівка, Петрівка, Базаліївка, Ртищівка, Дуванка, Іванівка, Мосьпанове, Лісне, Великі Проходи, Питомник, Гусарівка та Чепіль; на Слов'янському напрямку — райони Бражківки, Дібрівного, Мазанівки, Долини, Великої Комишувахи, Вірнопілля, Адамівки та Довгенького; на Краматорському напрямку — райони Миколаївки, Краматорська, Верхньокам'янського, Тетянівки, Серебрянки, Григорівки та Райгородка, Слов'янська, Спірного, Донецького, Івано-Дар'ївки, Сіверська, Званівки та Райгородка; на Бахмутському напрямку — райони Бахмута, Зайцевого, Яковлівки, Білогорівки, Соледара, Роздолівки, Кодеми та Майорська; на Авдіївському напрямку — райони Авдіївки, Нью-Йорка, Пісків, Водяного та Невельського, Мар'їнки, Олександрополя, Первомайського та Опитного; на Новопавлівському та Запорізькому напрямках — райони н.п. Велика Новосілка, Костянтинівка, Павлівка, Сонцівка, Ольгівське, Вугледар, Чарівне, Гуляйполе, Новоданилівка, Мала Токмачка, Оріхів, Времівка, Новопіль та Новоандріївка, Новосілка, Новомихайлівка, Богоявленка, Степногірськ, Шевченко, Бурлацьке, Залізничне, Гуляйпільське, Лук'янівське, Преображенка, Полтавка; на Південнобузькому напрямку — райони н.п. Миколаїв, Степова Долина, Луч, Посад-Покровське, Галицинове, Олександрівка, Мирне, Широке, Квітневе, Киселівка, Кобзарці, Первомайське, Кавказ, Мурахівка, Андріївка, Осокорівка, Іванівка та Трудолюбівка.
Також обстріляно Нікополь, Червоногригорівську і Широківську громади на південному заході Дніпропетровщини,

### 18 серпня
Повідомлялось про вибухи армійських складів у Бєлгородській області, вибухи у Новій Каховці. Окупанти повідомили про «роботу ППО» і збиття безпілотників в районі аеродрому Бельбек під Севастополем і в районі Керченського мосту.
Ворог вів штурмові дії в напрямках Барабашівка — Карнаухівка, Сулигівка — Дібрівне, Сулигівка — Нова Дмитрівка; Миколаївка — Виїмка, Спірне — Виїмка, Стряпівка — Соледар, Володимирівка — Соледар, Клинове — Бахмут, Вершина — Кодема; з районів Володимирівки, Покровського, Клинового, Семигір'я і Гольмівського у напрямку міста Бахмут, Покровське — Бахмутське; на напрямках Верхньоторецьке — Кам'янка, Новоселівка Друга — Авдіївка, Піски — Первомайське та Лозове — Первомайське; Тарамчук — Водяне;

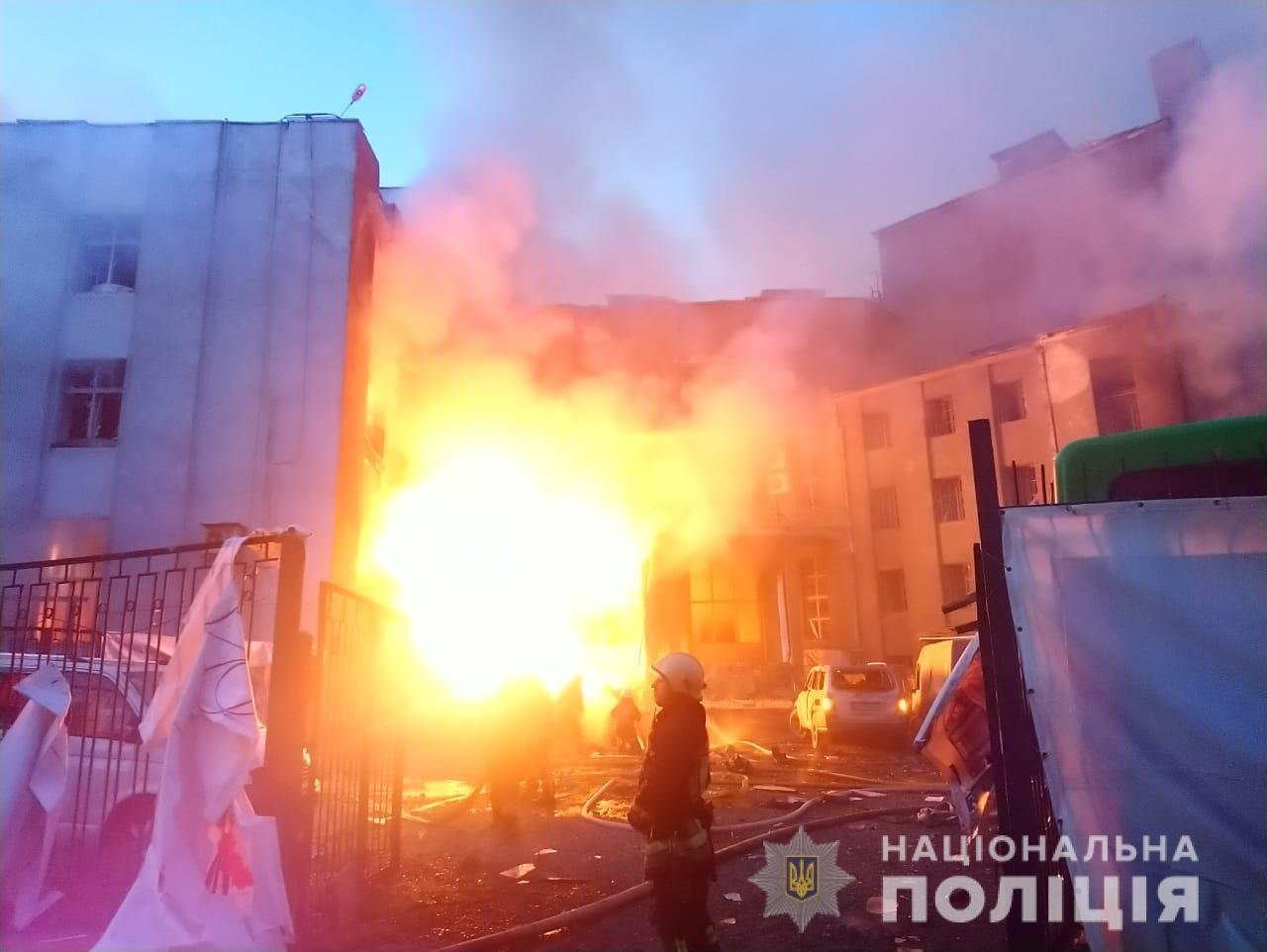
Палац культури «Залізничник» після ракетного удару

Російські окупанти завдали ракетних ударів по Харкову, Краснограду.
Противник завдав авіаударів біля Верхнього Салтова, Старого Салтова, Баранівки, Явірського, Леб'яжого та Залимана; Спірного; Соледара, Бахмута, Яковлівки, Зайцевого, Покровського, Веселої Долини та Білогорівки; по Красногорівці, біля Мар'їнки, Новомихайлівки та Павлівки; біля Вугледару; Щербаків, Залізничного та Новоандріївки; Білогірки, Білої Криниці, Миколаївське та Лозового на Інгульці.
Окупанти обстріляли райони н.п. Студенок, Павлівка та Велика Писарівка Сумської області; на Харківському напрямку — райони н.п. Харків, Уди, Калинове, Слатине, Дергачі, Питомник, Базаліївка, Руська Лозова, Руські Тишки, Черкаські Тишки, Петрівка, Кутузівка, Старий Салтів, Іванівка, Гусарівка, Печеніги, Леб'яжє, Коробочкине, Стара Гнилиця, Слобожанське, Чепіль, Великі Проходи, Чугуїв, Золочів, Протопопівка, Соснівка, Шестакове, Мілова, Дуванка та Прудянка; На Слов'янському напрямку — райони Грушувахи, Великої Комишувахи, Краснопілля, Дібрівного, Вірнопілля, Бражівки, Червоного, Адамівки, Мазанівки, Норцівки, Долини, Богородичного, Довгенького, Сулигівки, Чепіля, Мазанівки; на Краматорському напрямку — райони Сіверська, Серебрянки, Роздолівки, Григорівки, Спірного, Верхньокам'янського, Званівки, Івано-Дар'ївки, Федорівки, Берестового, Веселого та Кривої Луки, Сидорового та Пришиба; на Бахмутському напрямку — райони н.п. Бахмут, Соледар, Зайцеве, Яковлівка, Кодема, Білогорівка, Вершина та Залізне, Берестове, Веселе, Спірне, Івано-Дар'ївка; на Авдіївському напрямку — райони н.п. Авдіївка, Мар'їнка, Красногорівка, Піски, Опитне, Первомайське, Невельське, Кам'янка, Веселе, Новобахмутівка, Нетайлове, Нью-Йорк та Юр'ївка; на Новопавлівському напрямку — райони Павлівки, Володимирівки, Великої Новосілки, Вугледара, Времівки, Новомихайлівки, Пречистівки та Золотої Ниви; на Запорізькому напрямку — райони Шевченко, Чарівного, Преображенки, Залізничного, Гуляйполя, Новосілки, Степового, Времівки та Дорожнянки; на Південнобузькому напрямку ворог продовжив обстріли наших позицій із танків, ствольної та реактивної артилерії вздовж лінії бойового зіткнення.
Також обстріляно Нікополь, Апостолове на південному заході Дніпропетровщини, Запоріжжя.
У Львові відбулася тристороння зустріч президентів Туреччини Реджепа Таїпа Ердогана, України Володимира Зеленського та генсека ООН Антоніу Гутерреша. За офіційними даними, під час перемовин із президентом Туреччини лідери двох країн обговорили:
- можливість удосконалення зернової ініціативи,
- ситуацію навколо Запорізької АЕС та ядерний шантаж з боку РФ,
- масштабну крадіжку Росією зерна на тимчасово окупованій території України,
- питання оборонної взаємодії.[17]

### 19 серпня

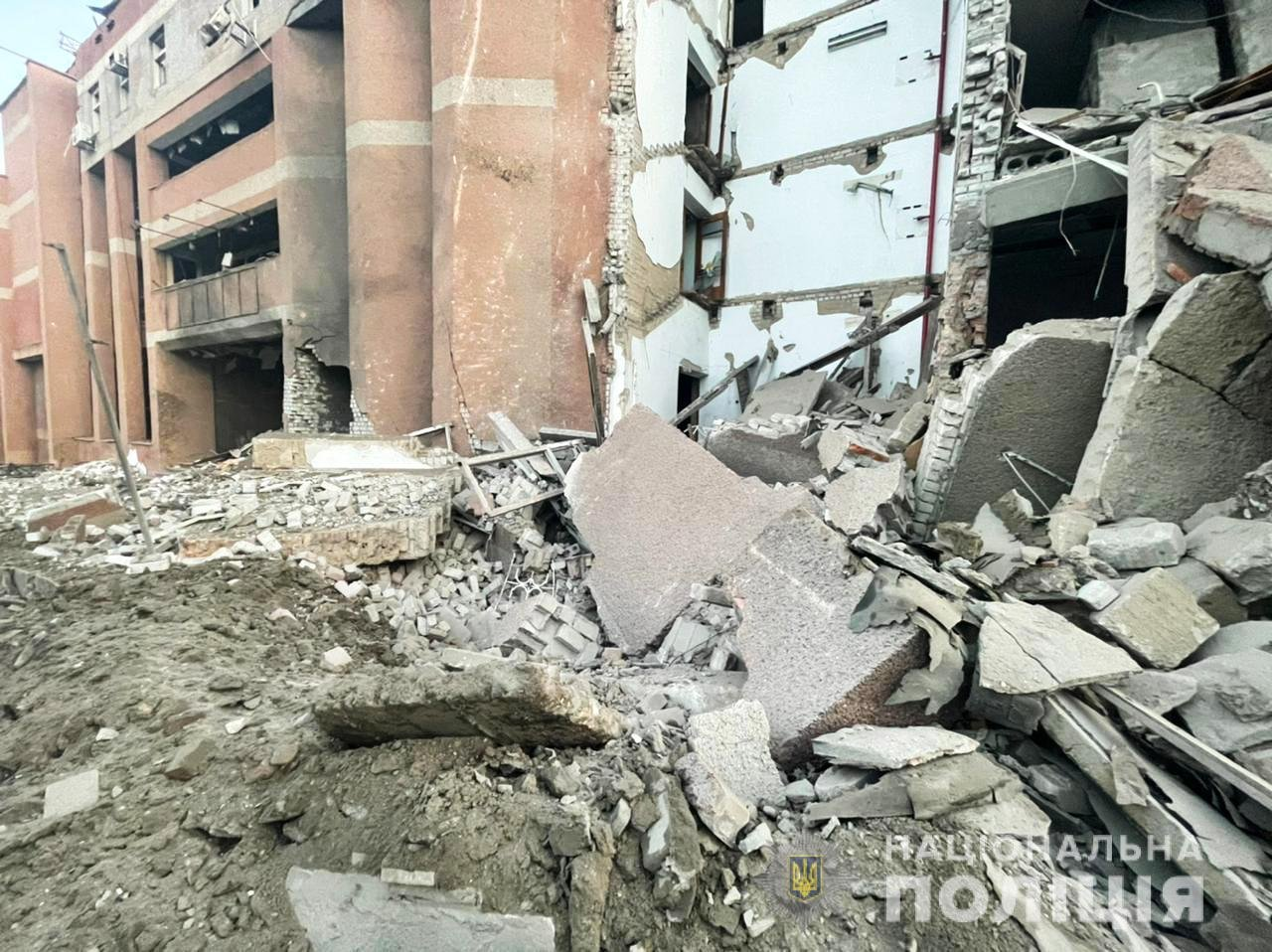
Чорноморський національний університет у Миколаєві після обстрілу

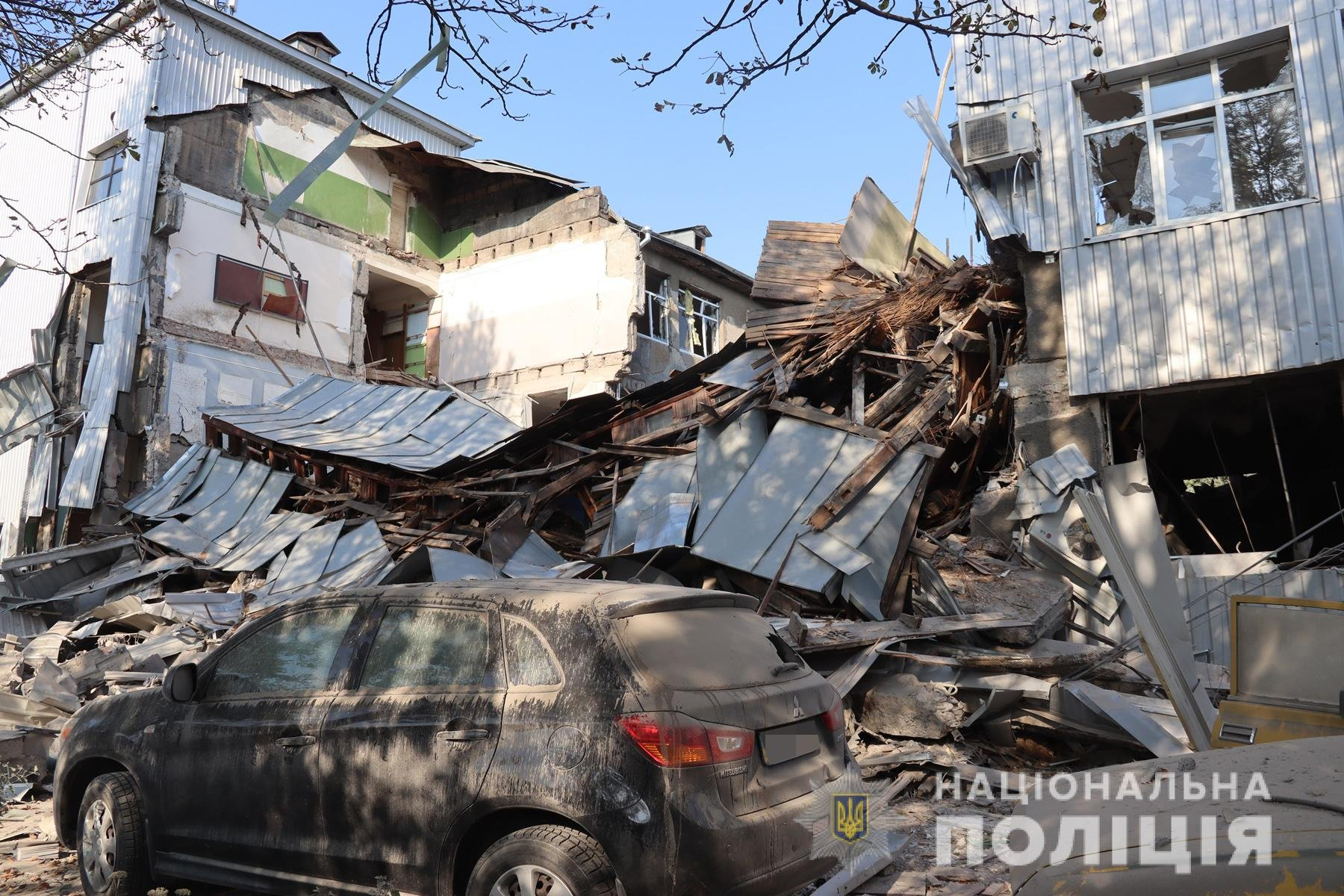
Корпус Харківського політехнічного інституту після обстрілу

Ворог вів штурмові дії в напрямках Питомника, Борщової; Карнаухівки, Дібрівного, Вірнопілля та Долини, Новодмитрівки і Курульки; Виїмки та Івано-Дар'ївки; в районах н.п. Бахмут, Соледар, Кодема, Бахмутське і Зайцеве; Опитне, Піски і Майорськ; Золота Нива, Новомихайлівка; Кірове на Інгульці.
Противник завдав авіаударів біля Старого Салтова і Явірського, Леб'яжого та Залимана; Соледара і Яковлівки; Мар'їнки, Новоселівки Другої та Невельського; Павлівки і Новомихайлівки; Щербаків, Дорожнянки та Новосілки; Миколаївського, Нового Життя, Первомайського, Білої Криниці та Лозового на Інгульці.
Окупанти обстріляли райони н.п. Пушкарі Чернігівської області та Миропілля і Павлівка на Сумщині; на Харківському напрямку — райони н.п. Харків, Протопопівка, Петрівка, Слатине, Великі Проходи, Коробочкине, Мілова та Гусарівка, Чугуїв, Золочів, Питомник, Соснівка, Руські Тишки, Шестакове, Дуванка та Прудянка; на Слов'янському напрямку — райони Дібрівного, Вірнопілля, Чепіля та Богородичного, Довгенького, Сулигівки та Мазанівки; на Краматорському напрямку зафіксовано ворожі обстріли неподалік Сіверська, Григорівки, Берестового та Івано-Дар'ївки, Роздолівки, Сидорового, Спірного та Пришиба; на Бахмутському напрямку- райони н.п. Світле, Соледар, Берестове, Вершина, Білогорівка, Залізне, Яковлівка, Зайцеве, Бахмутське, Веселе, Бахмут, Андріївка, Кодема та Майорськ; на Авдіївському напрямку- райони н.п. Новоукраїнка, Красногорівка, Водяне, Мар'їнка, Шевченко, Ласточкине, Авдіївка і Опитне, райони Новобахмутівки, Невельського, Нескучного, Олександрополя, Кераміка, Керменчика та Пісків; на Новопавлівському напрямку — райони Великої Новосілки, Павлівки, Новомихайлівки та Золотої Ниви, Володимирівки, Вугледара і Пречистівки; на Запорізькому напрямку — райони н.п. Самійлівка, Гуляйполе, Преображенка, Мала Токмачка, Полтавка, Новосілка, Темирівка, Залізничне і Новоандріївка, Білогір'я, Новоданилівка, Новопіль, Червоне, Времівка, Чарівне та Ольгівське; на Південнобузькому напрямку — райони н.п. Прибузьке, Луч, Таврійське, Новогригорівка, Оленівка, Новоселівка, Благодатне, Веселий Кут, Широке, Яковлівка, Біла Криниця, Андріївка, Первомайське, Червона Долина, Поляна та Отрадне.
Також обстріляно Харків (3 райони); Криворізький (Апостолівська громада — 1 загиблий; с. Перше травня), Синельниківський (Межівська громада — поранено дитину) райони м. Марганець та м. Нікополь на Дніпропетровщині.

### 20 серпня
З ранку повідомляється про збиття безпілотників в окупованих районах Євпаторії, Бахчисарая, Севастополя (пошкоджено дах штабу ЧФ РФ), нічні вибухи у Мелітополі. У Горлівці на Донеччині склад боєприпасів росіян знищений ЗСУ.
Ворог вів штурмові дії в напрямках Бражківка — Новодмитрівка, Сулигівка — Новодмитрівка, Бражківка — Вірнопілля та Довгеньке — Курулька, Пасіка — Богородичне; Берестове — Івано-Дар'ївка, Спірне — Івано-Дар'ївка та Миколаївка — Виїмка; Стряпівка — Соледар, Покровське — Бахмутське, Покровське — Бахмут, Вершина — Зайцеве, Вершина — Кодема, Травневе — Зайцеве, Травневе — Кодема, Семигір'я — Зайцеве, Гладосове — Кодема, Залізна Балка — Нью-Йорк та Новоселівка — Нью-Йорк; Горлівка — Майорськ, Спартак — Опитне, Донецьк — Піски, Старомихайлівка — Первомайське, Піски — Невельське, Лозове — Невельське та Старомихайлівка — Мар'їнка; Благодатне — Золота Нива; Васильки — Благодатне (Миколаївська обл.), має частковий успіх, зайняв південну околицю населеного пункту Благодатне.

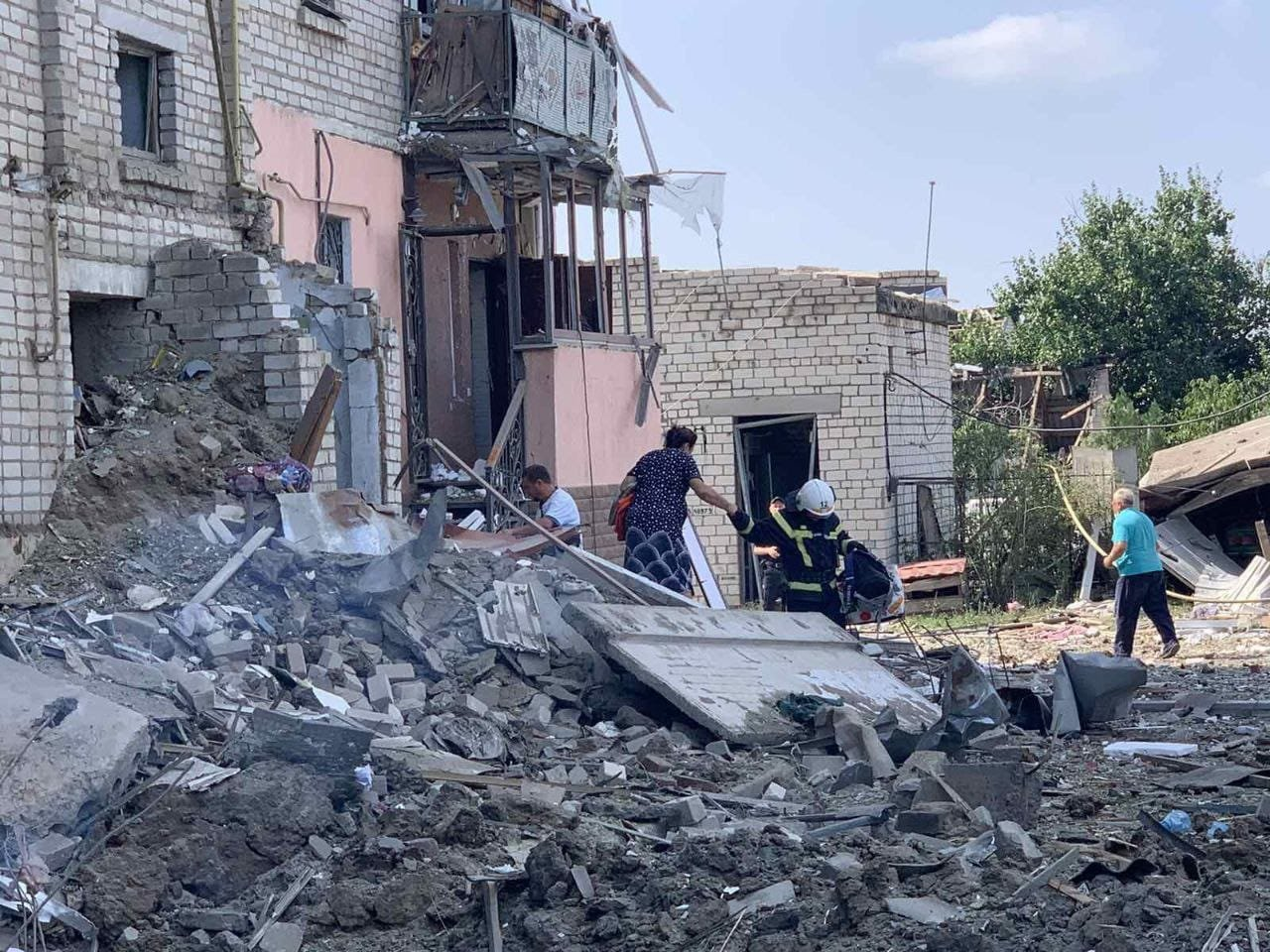
Обстріляний будинок у Вознесенську

Московські окупанти завдали ракетних ударів по Харкову, Миколаєву, Вознесенську (14 поранених у житловому будинку), ще 4 КР «Калібр» збиті ППО над Дніпропетровщиною.
Противник завдав авіаударів біля Прудянки та Верхнього Салтова, Мосьпанового, Старого Салтова та Гусарівки; Залиману; Івано-Дар'ївки; Бахмута, Кодеми та Білогорівки, Зайцевого та Соледар; Водяного, Мар'їнки, Авдіївки, Новобахмутівки та Красногорівки; Новомихайлівки та Павлівки; Білогір'я, Залізничного, Малих Щербаків, Малої Токмачки, Гуляйполя, Ольгівського та Червоного; Ольгиного, Зарічного, Новогригорівки, Білої Криниці, Таврійського, Лозового та Андріївки на Інгульці.
Окупанти обстріляли райони н.п. Пушкарі Чернігівської області та Миропілля і Павлівка Сумської області; на Харківському напрямку — райони н.п. Карасівка, Великі Проходи, Черняки, Піщане та Печеніги, райони Прудянки, Руських Тишків, Шестакового; на Слов'янському напрямку — райони н.п. Асіївка, Гусарівка, Чепіль, Протопопівка та Довгеньке, райони Шевелівки, Краснопілля, Дібрівного, Норцівки, Сулигівки та Долини; на Краматорському напрямку — райони Краматорська, Роздолівки, Спірного, Званівки, Сіверська, Григорівки, Верхньокам'янського, Івано-Дар'ївки та Райгородка; на Бахмутському напрямку — райони Майорська, Веселої Долини, Бахмута, Кодеми та Білогорівки, райони н.п. Соледар, Яковлівка, Зайцеве, Шуми та Залізне; на Авдіївському напрямку — райони Авдіївки, Курахового, Красногорівки, Сухої Балки, Невельського, Мар'їнки, Водяного, Олександрополя та Пісків; на Новопавлівському напрямку — райони н.п. Павлівка, Єлизаветівка, Новосілка, Вугледар та Новомихайлівка, райони Шевченко, Великої Новосілки, Пречистівки та Времівки; на Запорізькому напрямку — райони н.п. Великомихайлівка, Шевченко, Гуляйпільське, Шевченківське, Новоандріївка, Новопіль, Ольгівське, Щербаки, Бурлацьке, Степове, Нескучне, Залізничне, Малинівка, Мала Токмачка, Полтавка, Новосілка, Дорожнянка, Оріхів, Малі Щербаки, Червоне та Новоданилівка; на Південнобузькому напрямку — райони Миколаєва, Українки, Олександрівки, Степової Долини, Лиманів та ще 15 н.п.
Також московити обстріляли на Дніпропетровщині Нікополь, Марганець, Мирівську громаду, у Криворізькому районі — Апостолівську та Зеленодольську громади.

## 21-31 серпня

### 21 серпня

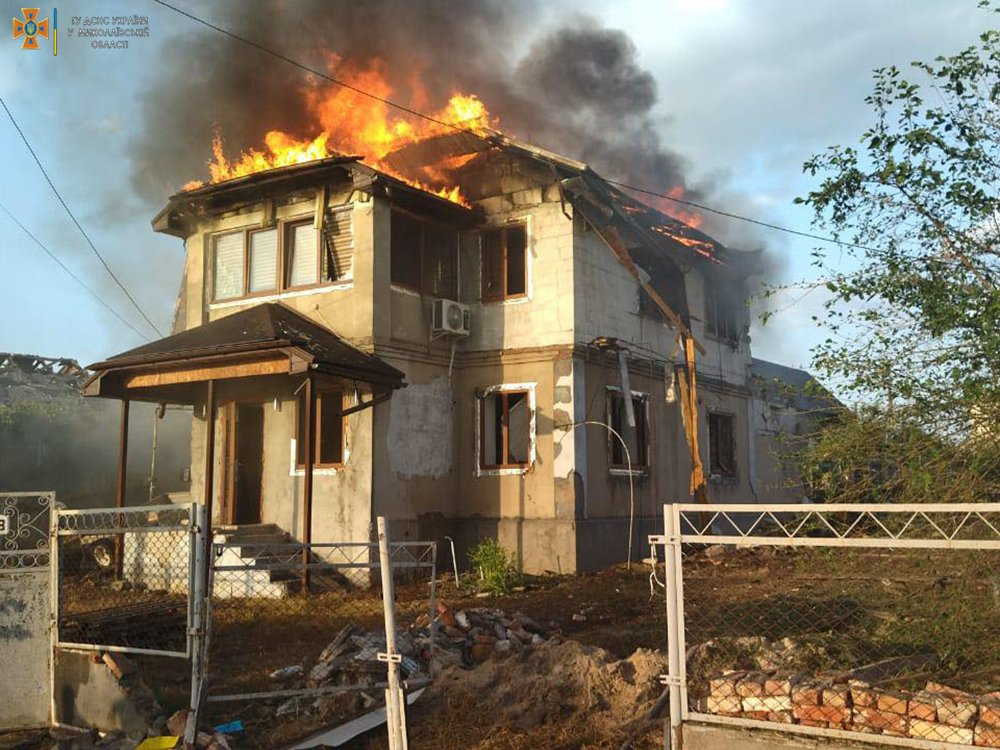
Будинок у Баштанці (Миколаївська область) після обстрілу

Ворог вів штурмові дії в напрямках Петропілля — Дмитрівка, Пасіка — Богородичне, Бражківка — Нова Дмитрівка, Довгеньке — Долина, Сулигівка — Дібрівне, Петропілля — Карнаухівка, Довгеньке — Дібрівне; Спірне — Веселе; Покровське — Бахмутське, Семигір'я — Зайцеве, Новоселівка — Нью-Йорк, Вершина — Кодема і Гладосове — Кодема, Стряпівка — Соледар, Покровське — Бахмут, Травневе — Кодема та Гладосове — Курдюмівка; Новоселівка Друга — Красногорівка, Веселе — Піски, Олександрівка — Мар'їнка, Лозівський — Піски (має частковий успіх), Спартак — Опитне, Донецьк — Первомайське, Піски — Невельське, Лозове — Невельське; Луганське — Побєда; на Миколаївщині — Олександрівка — Таврійське, Васильки — Благодатне (має частковий успіх).
Московські окупанти завдали ракетних ударів по Одеській області, Миколаєву, смт Рогань та с. Докучаєвське Харківського району.
Противник завдав авіаударів біля Старого Салтова та Гусарівки; Зайцевого, Бахмута і Соледара; Мар'їнки, Водяного і Красногорівки; Новомихайлівки; Гуляйполя, Червоного та Новосілки; Ольгиного, Новогригорівки, Таврійського, Малої Токмачки та Лозового; Зарічного, Білої Криниці та Андріївки на Інгульці.
Окупанти обстріляли райони н.п. Мурав'ї та Залізний Міст Чернігівської області і Будки, Іскрисківщина, Катеринівка та Ободи Сумської області; на Харківському напрямку — райони н.п. Харків, Золочів, Прудянка, Нове, Руськи Тишки, Перемога, Старий Салтів, Коробочкине, Слобожанське та Великі Проходи, райони Світличного, Слатиного, Питомника, Петрівки, Піщаного, Гусарівки, Мосьпанового, Криничного та Пришиба; на Слов'янському напрямку — райони Краснопілля, Червоного, Дібрівного, Мазанівки і Долини; на Краматорському напрямку — райони Миколаївки, Сіверська, Спірного та Івано-Дар'ївки, Роздолівки, Григорівки, Верхньокам'янського, Дронівки та Серебрянки; на Бахмутському напрямку — райони Бахмута, Яковлівки, Веселої Долини і Кодеми, райони н.п. Соледар, Зайцеве і Білогорівка; на Авдіївському напрямку — райони н.п. Авдіївка, Мар'їнка, Опитне, Невельське та Піски; на Новопавлівському напрямку — райони Павлівки, Великої Новосілки, Пречистівки та Вугледара; на Запорізькому напрямку — райони Гуляйполя, Оріхова, Бурлацького та Новополя, Дорожнянки, Новосілки та Малої Токмачки; на Південнобузькому напрямку — райони н.п. Велике Артакове, Лозове, Таврійське, Степова Долина, Первомайське, Киселівка, Червона Долина, Потьомкине, Прибузьке, Парутине, Поляна, Новоолександрівка, Костянтинівка, Баштанка та Партизанське.
У Криворізькому районі росіяни з «Ураганів» обстріляли Апостолівську та Зеленодольську громади; загинула жінка.

### 22 серпня
Повідомляється про нове ураження Антонівського мосту під Херсоном. В Донецьку вражено базу батальйону «П'ятнашка» так званої «армії ДНР».
Ворог намагався наступати у напрямках (в районах) Краснопілля (Краматорський напрямок); Соледара, Кодеми та Зайцевого; Красногорівки, Первомайського та Невельського; Времівки та Великої Новосілки;
Московські окупанти завдали ракетних ударів по Харкову, селу Стара Гнилиця Чугуївського району; Соледару та Костянтинівці, Синельниківському району на Дніпропетровщині.
Противник завдав авіаударів біля Старого Салтова, Верхнього Салтова, Питомника, Мосьпанового та Гусарівки; Богородичного; Соледара; Невельського, Мар'їнки та Красногорівки; Новомихайлівки, Золотої Ниви, Малинівки, Ольгівського, Залізничного та Новополя; Андріївки, Ольгиного, Трудолюбівки і Потьомкиного.

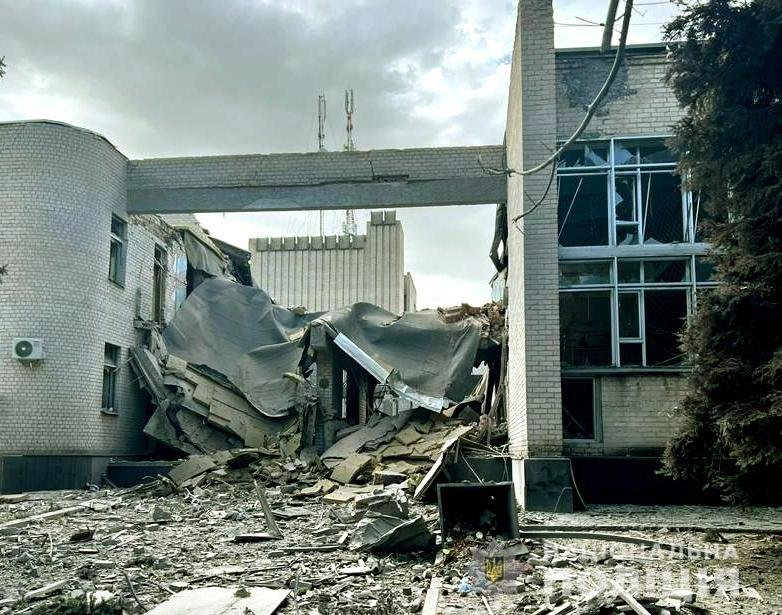
Спорткомплекс у Гуляйполі (Запорізька область) після обстрілу

Загарбники обстріляли райони н.п. Сеньківка і Миколаївка Чернігівської області та Катеринівка і Ободи Сумської області; на Харківському напрямку — райони н.п. Уди, Базаліївка, Слобожанське, Дуванка, Перемога, Великі Проходи, Руська Лозова, Леб'яже, Мосьпанове, Гусарівка, Руські Тишки, Одноробівка, Соснівка, Цупівка, Нове, Замулівка, Докучаєвське, Питомник, Старий Салтів, Велика Рогань та Івашки; на Слов'янському напрямку — райони Краснопілля, Мазанівки, Нової Дмитрівки, Чепіля, Богородичного, Курульки, Норцівки та Долини; на Краматорському напрямку — райони Сіверська, Закітного, Переїзного, Григорівки, Верхньокам'янського, Пришиба, Роздолівки, Біленького та Спірного.; на Бахмутському напрямку — райони Костянтинівки, Бахмутського, Підгородного, Яковлівки, Веселої Долини та Білогорівки, Бахмута, Майорська, Соледара, Зайцевого, Шумів та Кодеми; на Авдіївському напрямку — райони н.п. Авдіївка, Олександропіль, Мар'їнка, Первомайське та Піски, райони Водяного, Новобахмутівки, Красногорівки, Опитного і Невельського. ; на Новопавлівському напрямку — райони Новомихайлівки, Єлизаветівки та Новоукраїнки, Павлівки, Пречистівки, Вугледара; на Запорізькому напрямку — райони н.п. Гуляйполе, Шевченко, Чарівне, Новосілка, Времівка, Вільне Поле, Мала Токмачка, Полтавка, Дорожнянка, райони Залізничного, Оріхова, Червоного, Бурлацького, Зеленого Поля, Степового, Новопавлівки та Новоандріївки; на Південнобузькому напрямку — райони н.п. Велике Артакове, Миколаїв, Андріївка, Посад-Покровське, Степова Долина, Таврійське, Біла Криниця, Партизанське, Луч, Токареве, Кам'яне, Нововоронцовка, Поляна, Новоолександрівка та Любомирівка, Парутине, Лимани, Лозове, Шевченкове, Мирне, Українка, Киселівка, Потьомкине, Широке, Іванівка, Осокорівка, Добрянка, Пришиб, Квітневе..
Також обстрілів зазнали Нікопольській, Криворізький райони; на Донеччині — Костянтинівка, Торецьк.
Залужний назвав втрати України на війні з Росією — 9 000 захисників.

### 23 серпня
У Донецьку — влучання в «адміністрацію» ватажка «ДНР» Д.Пушиліна. ЗСУ знищили два склади з боєприпасами і два командні пункти у Херсонській області — у Чорнобаївці, Благодатному та Нововоскресенському. У селі Тимоново Валуйського міського округу Бєлгородської області РФ зайнялись боєприпаси. Окупаційна влада Севастополя повідомила про роботу ППО і збиття безпілотника.
Ворог намагався наступати у напрямках (в районах) н.п. Богородичне; Соледар, Кодема, Бахмут, Бахмутське, Зайцеве та Курдюмівка; Красногорівка, Первомайське, Піски і Невельське; Новомихайлівка та Золота Нива;
Московські окупанти завдали ракетних ударів по Дніпру, Харкову

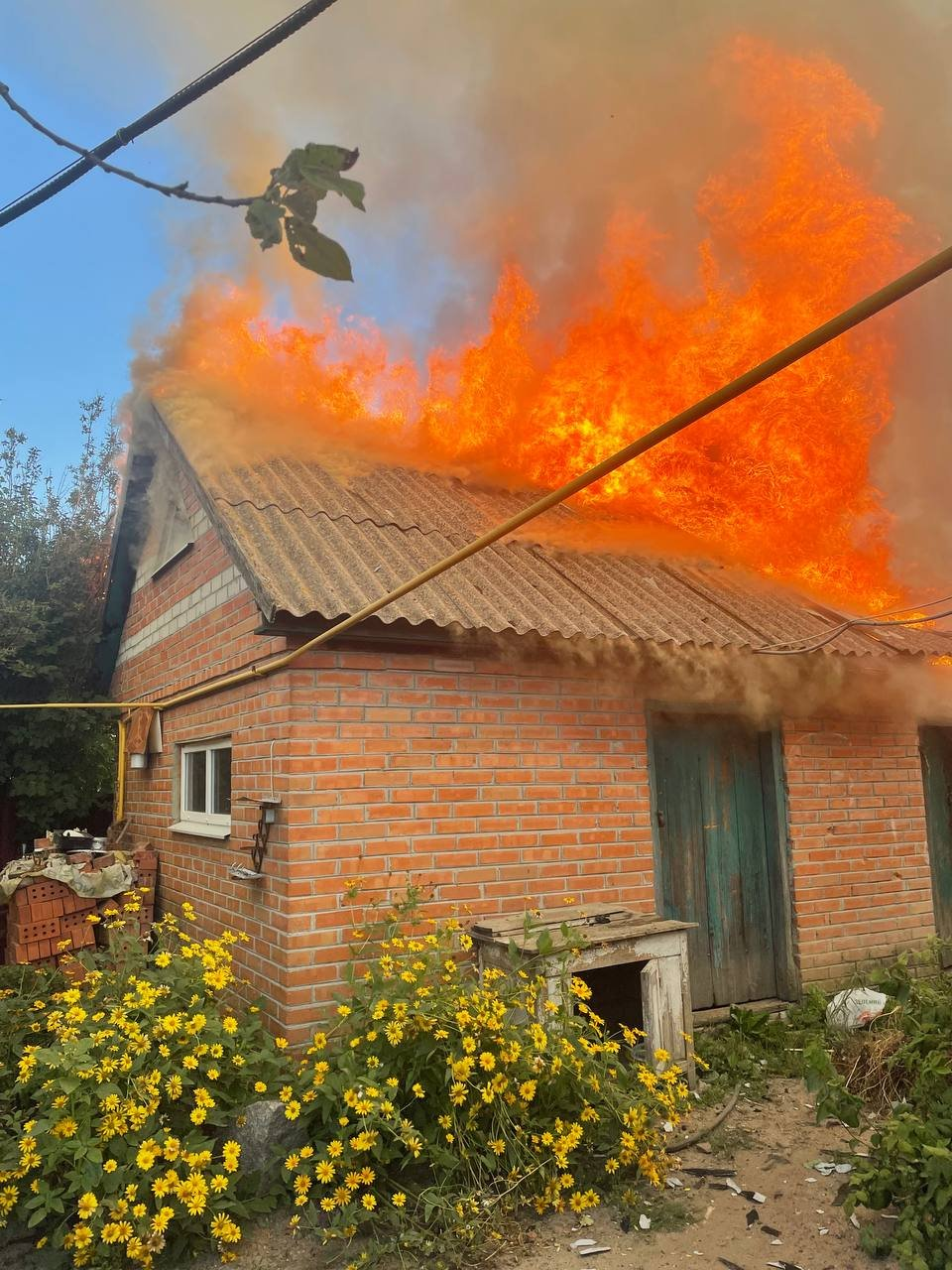
Будинок у селі Коробочкине (Харківська область) після обстрілу

Противник завдав авіаударів біля Питомника, Костянтинівки, Верхнього Салтова, Мосьпанового, Гусарівки та Прудянки; Богородичного; Тетянівки та Пришиба; Соледара та Бахмута; Мар'їнки і Красногорівки, Невельського; Малинівки, Залізничного та Времівки, Ольгівського та Новополя; Трудолюбівки, Андріївки та Новогригорівки., Потьомкиного та Лозового.
Загарбники обстріляли райони Миколаївки, Товстодубового та Залізного Мосту Чернігівської області, на Харківському напрямку — райони н.п. Уди, Соснівка, Протопопівка, Слатине, Циркуни, Харків, Петрівка, Великі Проходи, Руські Тишки, Питомник та Коробочкине, Одноробівка, Карасівка, Борщова, Перемога, Руська Лозова, Замулівка, Базаліївка, Пушкарне, Мосьпанове, Слобожанське, Гусарівка та Чепіль; на Слов'янському напрямку — райони Норцівки, Долини та Дібрівного, Краснопілля та Мазанівки; на Краматорському напрямку — райони н.п. Сіверськ, Григорівка, Біленьке, Закітне та Роздолівка; на Бахмутському напрямку — райони Бахмута, Бахмутського, Кодеми, Соледара, Зайцевого та Білогорівки; на Авдіївському напрямку — райони Авдіївки, Опитного, Водяного, Новобахмутівки та Невельського, Мар'їнки, Пісків, Нетайлового, Красногорівки та Залізного; на Новопавлівському напрямку — райони Павлівки та Великої Новосілки, Костянтинівки та Вугледара; на Запорізькому напрямку — райони н.п. Щербаки, Новоданилівка, Гуляйпільське, Чарівне, Новосілка, Зелене Поле, Новопіль та Вишневе, Малі Щербаки, Шевченко, Залізничне, Червоне, Времівка, Ольгівське та Орестопіль; на Південнобузькому напрямку — райони н.п. Посад-Покровське, Олександрівка, Прибузьке, Лупареве, Мирне, Новогригорівка, Червона Долина, Первомайське, Киселівка, Любомирівка, Андріївка, Новоолександрівка, Миколаївка, Князівка та Іванівка, Степова Долина, Нова Зоря, Таврійське, Засілля, Новомиколаївка, Широке, Кобзарці, Партизанське, Лозове, Біла Криниця, Добрянка, Осокорівка, Потьомкине та Трудолюбівка.
Також обстрілів зазнали Зеленодольськ, Марганець, Червоногригорівка, Харків
Стартував другий саміт Кримської платформи. Офіс ООН з прав людини заявив, що судилище над оборонцями Маріуполя буде воєнним злочином,

### 24 серпня

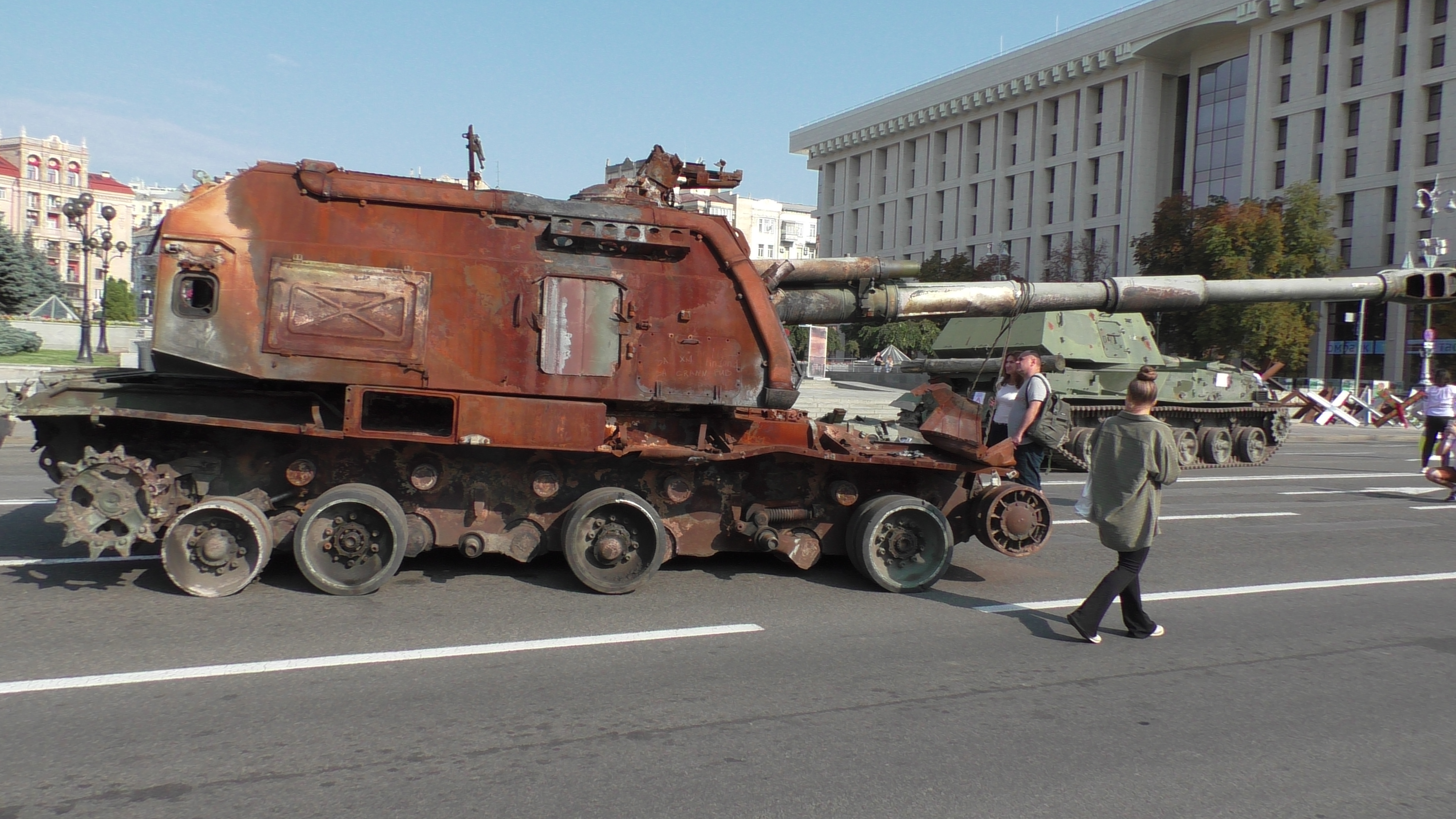
Виставка розбитої російської техніки на Хрещатику до Дня незалежності України

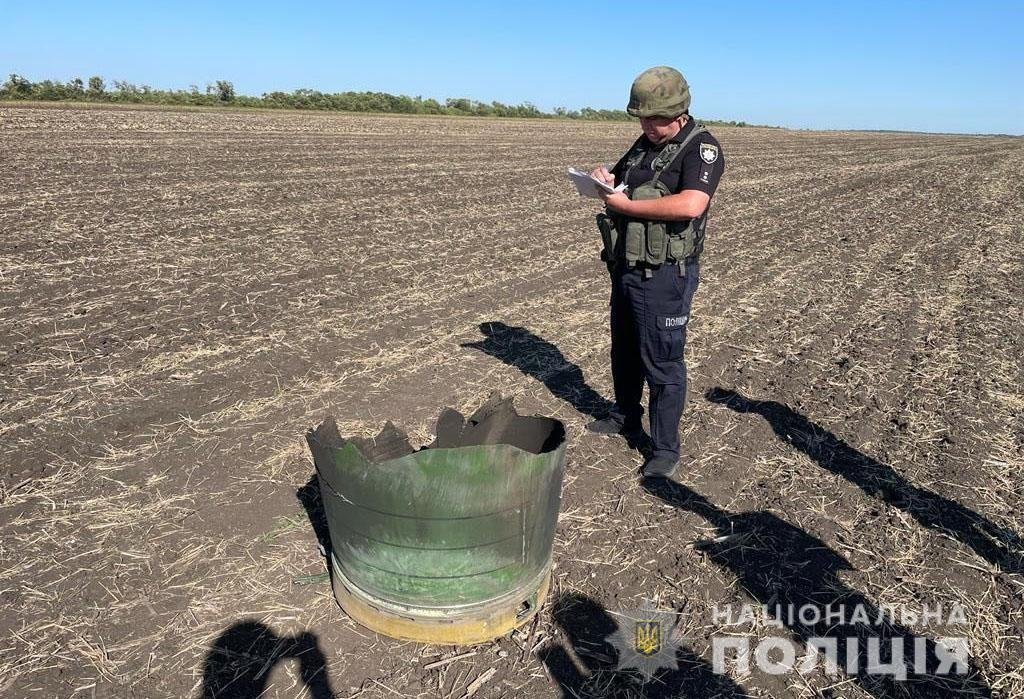
Поліцейський оглядає рештки ракети в Донецькій області

Ворог намагався наступати у напрямках (в районах) Нової Дмитрівки, Пасіка — Долина; Соледара, Бахмутського та Кодеми, Травневе — Кодема; Пісків та Невельського, Піски — Первомайське; Побєди, Новомихайлівки, Павлівки та Великої Новосілки.
Московські окупанти завдали ракетних ударів по околицям Дніпра, Запоріжжю, Миргороду, Харкову і Харківському району, заходу Луганщини, Синельниківському району, ст. Чаплине (Дніпропетровська обл., 25 загиблих). Також поступала інформація про вибухи в районах Хмельницького, Шепетівки.
Загалом у всіх областях та Києві пролунало 189 повітряних тривог — найбільше з 24.02.2022, обстрілів зазнали понад 50 населених пунктів України. Росіяни здійснили близько 200 літаковильотів, але часто імітували удари.
Верхнього Салтова, Пришиба, Рубіжного і Одноробівки; Соледара, Зайцевого та Бахмута; Мар'їнки, Олександрополя та Водяного, Красногорівки та Невельського; Володимирівки, Павлівки та Новомайорського на Новопавлівському напрямку; Новосілки, Полтавки, Новополя і Дорожнянки, Володимирівки, Вугледара та Павлівки; Оріхова, Гуляйпільського та Щербаків; Трудолюбівки, Андріївки, Потьомкиного, Олександрівки, Лозового, Великого Артакового та Білої Криниці.
Загарбники обстріляли райони Товстодубове, Шевченкове та Запсілля Сумської області; на Харківському напрямку — райони Харкова, Світличного, Слатиного, Руських Тишків та ще 20 н.п.; на Слов'янському напрямку — райони Слов'янська, Долини, Бражківки, Богородичного, Краснопілля, Костянтинівки та Дібрівного, райони н.п. Велика Комишуваха, Нова Дмитрівка; на Краматорському напрямку — райони Сіверська, Григорівки, Спірного, Івано-Дар'ївки та Верхньокам'янського, Званівки, Серебрянки; на Бахмутському напрямку — райони н.п. Костянтинівка, Бахмут, Соледар, Весела Долина, Бахмутське, Майорськ, Шуми, Зайцеве, Васюківка, Кодема, Білогорівка та Яковлівка; на Авдіївському напрямку — райони Авдіївки, Олександрополя, Опитного, Водяного, Новобахмутівки, Красногорівки і Невельського, Покровська, Нетайлового, Первомайського, Орлівки, Водяного, Шумів та Нью-Йорка; на Новопавлівському напрямку — райони Павлівки, Єлизаветівки, Костянтинівки, Вугледара, Володимирівки, Новомихайлівки, Новоукраїнки та Великої Новосілки; на Запорізькому напрямку — райони Новополя, Малих Щербаків, Оріхова, райони Комишуваха, Гуляйпільське, Червоне, Чарівне, Времівка, Щербаки, Залізничне, Новосілка, Бурлацьке, Вільне Поле, Шевченко і Новоданилівка та ще 15 н.п.
Також обстрілів зазнали Нікополь, Марганець, Червоногригорівка, Карпівська та Широківська громади (Криворізький район), на Миколаївщині — Новий Буг, Широке, Явкине, Висунськ, Березнегувате.
За даними Офісу Генерального прокурора, більш ніж 1097 дітей постраждали в Україні за 6 місяців збройної агресії Російської Федерації. Станом на ранок 24.08.2022, за офіційною інформацією ювенальних прокурорів, 374 дитини загинули та понад 723 отримали поранення різного ступеню тяжкості.
Президент США Джо Байден оголосив про надання найбільшого траншу військової допомоги — на суму 2,98 мільярда доларів.
25 серпня
Ворог намагався наступати у напрямках (в районах) Петрівки (Харківщина); Долини та Дмитрівки; Старого Каравану; Кодеми, Бахмутського, Соледара, Бахмута; Первомайського; Благодатного, Таврійського під Херсоном.
Дії окупантів вперше в історії спричинили повне відключення ЗАЕС від електромережі.
Московські окупанти завдали ракетних ударів по Миколаєву, Слов'янську, Вишгородському району, Шепетівському району
Противник завдав авіаударів біля Питомника, Пришиба та Залимана; н.п. Соледар, Зайцеве, Кодема та Яковлівка; біля Володимирівки, Вугледара та Павлівки; н.п. Оріхів, Гуляйпільське, Щербаки та Малі Щербаки; Білої Криниці.
Загарбники обстріляли райони н.п. Гай, Залізний Міст і Гірськ Чернігівської області та Бачівськ, Вільна Слобода і Стукалівка, Шалигіне, Шевченкове та Катеринівка Сумської області; на Харківському напрямку — райони н.п. Одноробівка, Цупівка, Прудянка, Базаліївка, Циркуни, Петрівка, Великі Проходи, Питомник, Іванівка, Коробочкине, Слобожанське та Чепіль, Харків, Соснівка, Дементіївка, Слатине, Борщова, Перемога, Руські Тишки, Рубіжне, Леб'яже, Мосьпанове, Гусарівка; на Слов'янському напрямку — райони Великої Комишувахи, Краснопілля, Нової Дмитрівки, Долини та Дібрівного, Норцівки, Дмитрівки, Мазанівки та Богородичного; на Краматорському напрямку — райони н.п. Спірне, Званівка, Сіверськ та Пришиб, райони Івано-Дар'ївки, Серебрянки, Тетянівки, Григорівки, Званівки та Роздолівки; на Бахмутському напрямку — райони Бахмута, Веселої Долини, Зайцевого та Кодеми, Бахмутського, Майорська, Соледара, Білогорівки та Яковлівки; на Авдіївському напрямку — райони Авдіївки, Мар'їнки, Красногорівки, Невельського, Первомайського, Водяного, Залізного та Олександрополя, Нетайлового, Новобахмутівки, Нью-Йорка та Опитного; на Новопавлівському напрямку — райони Павлівки, Єлизаветівки, Новомихайлівки, Пречистівки, Вугледара, Володимирівки та Великої Новосілки; на Запорізькому напрямку — райони Гуляйпільського, Оріхова, Залізничного, Шевченко та Ольгівського, райони н.п. Великомихайлівка, Малинівка, Білогір'я, Дорожнянка, Чарівне, Мала Токмачка, Времівка, Щербаки, Новосілка, Полтавка та Новопіль; на Південнобузькому напрямку — райони Миколаєва, Олександрівки та ще 20 н.п.
Також обстрілів зазнали Кривий Ріг, Нікополь, Марганець, Синельниківський (Великомихайлівка) та Криворізький (Апостолівська і Широківська громади) райони.

### 26 серпня

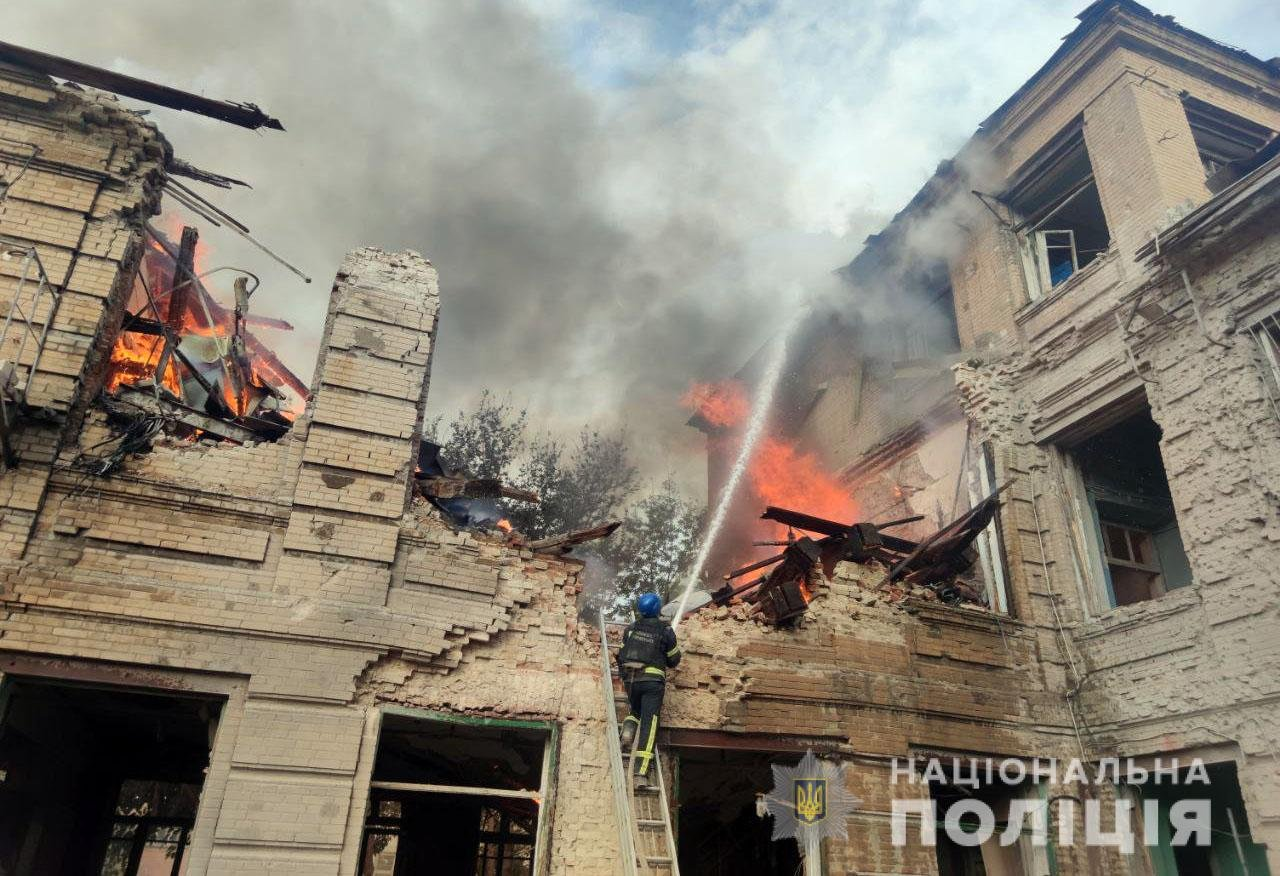
Слов'янський хіміко-механічний технікум після обстрілу

Повідомляється про знищення бази окупантів в окупованій Кадіївці. ЗСУ знову вразили Антонівський і Дар'ївський міст під Херсоном. На території Новобогданівської громади Мелітопольського району, де ворожі військові розмістили свою базу, сталися вибухи.
Ворог намагався наступати у напрямках (в районах) Дементіївки, Барвінкового; Карнаухівки, Григорівки; Соледар, Бахмутське, Бахмут та Кодема, Зайцеве та Майорськ; Невельське; Пречистівка.
Московські окупанти завдали ракетних ударів по Покровській громаді на Дніпропетровщині
Противник завдав авіаударів біля Мосьпанового, Первомайського, Гусарівки та Байрака; Бражківки та Залимана; Спірного та Сіверська; Яковлівки та Кодеми, Зайцевого і Соледара; Первомайського, Красногорівки, Мар'їнки та Валентинівки; Володимирівки та Новомихайлівки; Гуляйполя, Новопіль, Гуляйпільського, Новоданилівки та Ольгівського; Олександрівки, Лозового, Великого Артакового, Первомайського та Ольгиного.
Загарбники обстріляли райони н.п. Середина Буда, Шевченкове, Катеринівка, Товстодубове та Вільне Сумської області; на Харківському напрямку — райони Варварівки, Удів, Слатиного, Петрівки, Борщової, Великих Проходів, Піщаного, Руських Тишків, Шестакового, Слобожанського, Андріївки та Гусарівки, райони н.п. Світличне, Перемога, Протопопівка, Дементіївка, Петрівка, Черкаські Тишки, Одноробівка, Замулівка та Циркуни; на Слов'янському напрямку — райони Чепіля, Бражківки, Богородичного та Костянтинівки, Долини, Дібрівного та Краснопілля; на Краматорському напрямку — райони н.п. Тетянівка, Івано-Дар'ївка, Званівка та Григорівка, райони Сидорового, Верхньокам'янського, Роздолівки та Калеників; на Бахмутському напрямку — райони н.п. Тихонівка, Васюківка, Соледар, Бахмут та Шуми, Бахмутське, Весела Долина, Зайцеве та Кодема; на Авдіївському напрямку — райони Олександрополя, Нью-Йорка, Новобахмутівки, Нетайлового, Галицинівки, Невельського, Опитного та Мар'їнки, Водяного, Первомайського, Красногорівки, Залізного та Новобахмутівки; на Новопавлівському напрямку — райони Золотої Ниви, Пречистівки, Павлівки та Володимирівки, Вугледара, Новомихайлівки та Великої Новосілки; на Запорізькому напрямку — райони н.п. Великомихайлівка, Новосілка, Времівка, Малинівка, Дорожнянка, Полтавка, Оріхів та Мала Токмачка, Новополя, Гуляйпільського, Чарівного і Шевченко; на Південнобузькому напрямку — райони н.п. Миколаїв, Кривий Ріг, Лупареве, Прибузьке, Посад-Покровське, Новогригорівка, Партизанське, Червона Долина, Велике Артакове, Квітневе, Іванівка, Потьомкине, Трудолюбівка, Благодатне, Таврійське, Первомайське, Широке та Поляна, Олександрівка, Степова Долина, Кобзарці, Тернівка, Тополине, Андріївка та Лозове.
Також ворожих обстрілів зазнала Дніпропетровщина: Нікополь, Марганець, Червоногригорівка, Синельниківській і Криворізький (Широківська і Зеленодольська громади, Велика Костромка) райони; на Донеччині — Слов'янськ.
В тимчасово окупованому селищі Кам'янка Пологівського району Запорізької області російські війська з метою провокації обстріляли житлові будинки. Відомо про п'ятьох загиблих мирних мешканців.

### 27 серпня

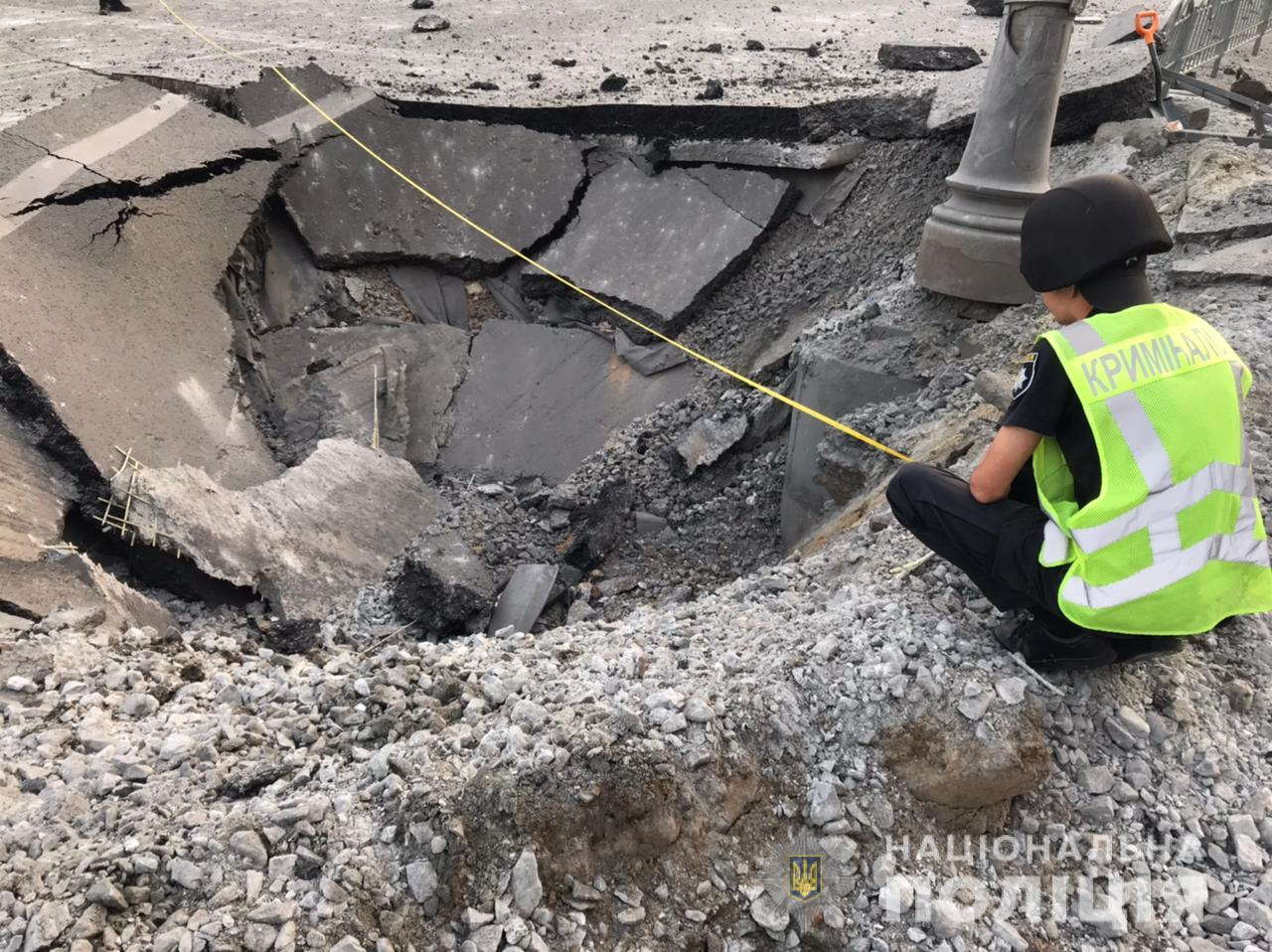
Вирва від ракетного удару на Павлівському майдані в Харкові

Ворог намагався наступати у напрямках (в районах) Дементіївки; Бражківки; Григорівки, Довгенького та Богородичного; Соледара, Вершини, Кодеми, Семигір'я та Зайцевого; Невельське і Олександропіль, Лозове — Первомайське; Пречистівки та Павлівки
Московські окупанти завдали ракетних ударів по Запоріжжю, Харкову, районам н.п. Дергачі, Чугуїв та Олександрівка, Нікополю
Противник завдав авіаударів біля Мосьпанового та Залимана, Гусарівки та Первомайського; Івано-Дар'ївки; Соледара, Кодеми та Зайцевого; Мар'їнки та Невельського, Валентинівки та Водяного; Володимирівки (Волноваський район); н.п. Ольгівське, Новопіль, Гуляйпільське та Новоданилівка; Великого Артакового, Первомайського та Ольгиного.
Загарбники обстріляли райони Товстодубового, Вільного, Білопілля та Шевченкового Сумської області; на Харківському напрямку — райони н.п. Костянтинівка, Світличне, Калинове, Дементіївка, Борщова, Черкаські Тишки, Олександрівка, Шестакове, Верхній Салтів, Базаліївка, Лебяже та Пришиб, Харків, Перемога, Протопопівка, Гусарівка, Слатине, Іванівка, Петрівка, Руська Лозова, Соснівка, Великі Проходи, Золочів, Донець; на Слов'янському напрямку — райони Норцівки, Рідного, Дмитрівки, Мазанівки, Курульки, Петрівського та Черкаського, райони н.п. Довгеньке, Курулька, Адамівка, Долина, Бражківка, Дібрівне, Богородичне, Краснопілля та Костянтинівка; на Краматорському напрямку — райони Спірного, Сіверська та Тетянівки, Слов'янська, Верхньокам'янського; на Бахмутському напрямку- райони Бахмута, Соледара, Яковлівки і Кодеми, райони н.п. Бахмутське, Шуми, Весела Долина, Майорськ та Зайцеве.; на Авдіївському напрямку — райони Авдіївки, Нью-Йорка, Торецького, Красногорівки та Новобахмутівки, райони н.п. Невельське, Водяне, Орлівка, Новоолександрівка, Веселе, Нью-Йорк, Мар'їнка та Первомайське; на Новопавлівському напрямку — райони Павлівки, Єлизаветівки, Новомихайлівки та Великої Новосілки, Вугледара, Володимирівки, Богоявленки, Новоукраїнки; на Запорізькому напрямку — райони Залізничного, Новоукраїнського, Шевченко, Преображенки, Червоного, Январського, Времівки, Степногірська, Новополя та Новоданилівки, Дорожнянки, Чарівного, Оріхова, Малої Токмачки, Малих Щербаків, Ольгівського, Степового, Новосілки та Зеленого Поля; на Південнобузькому напрямку — райони н.п. Миколаїв, Олександрівка, Степова Долина, Прибузьке, Лупареве, Лимани, Посад-Покровське, Новогригорівка, Широке, Первомайське, Партизанське, Квітневе, Киселівка, Кобзарці, Велике Артакове, Яковлівка, Андріївка, Потьомкине, Ольгине, Трудолюбівка, Князівка, Добрянка та Тополине.
Також ворожих обстрілів зазнала Дніпропетровщина: Марганець, Червоногригорівська, Апостолівська і Зеленодольська громади;

### 28 серпня

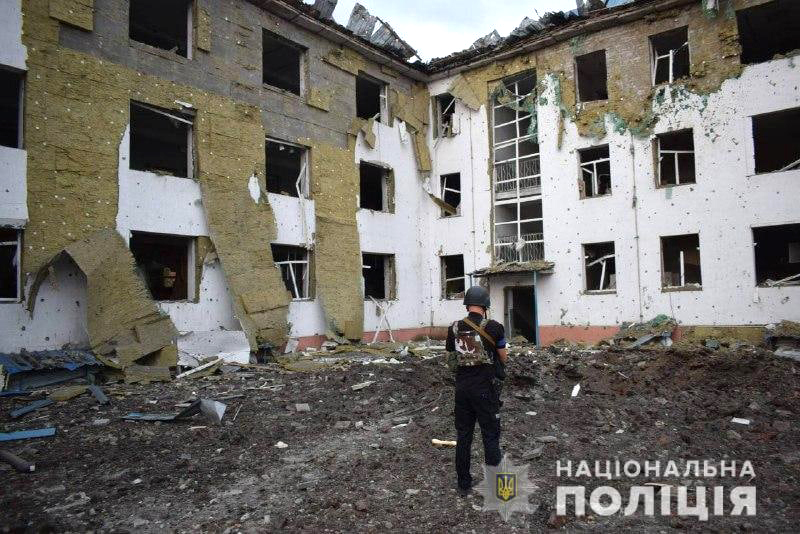
Школа в Слов'янську після обстрілу

ЗСУ уразили пункти управління росіян у Новій Каховці, Херсоні та Дар'ївці.
Ворог намагався наступати у напрямках (в районах) Світличного (під Харковом); Богородичного, Долини; Веселої Долини, Кодеми та Зайцевого; Первомайського; Павлівки;
Московські окупанти завдали ракетних ударів по с. Травневе та м. Південне в Харківському районі, Харкову та м. Сарни.
Противник завдав авіаударів біля Рубіжного та Нового (Харківщина); Григорівки; Кодеми та Яковлівки; Володимирівки; Полтавки, Новополя та Новосілки; Андріївки, Новогригорівки та Олександрівки.
Загарбники обстріляли райони н.п. Грем'яч Чернігівської області і Нова Слобода, Нововасилівка, Іскрисківщина, Тур'я, Білопілля, Гай, Катеринівка, Миропілля та Водолаги Сумської області; на Харківському напрямку — райони н.п. Харків, Прудянка, Протопопівка, Пришиб, Чепіль, Замулівка, Руські Тишки, Байрак, Петрівка, Мосьпанове та Великі Проходи, райони Перемоги, Світличного, Гусарівки, Борщової, Залимана, Слатиного, Нового, Іванівки, Руської Лозової та Соснівки; на Слов'янському напрямку — райони Довгенького, Долини, Дібрівного, Великої Комишувахи та Карнаухівки, Курульки, Бражківки, Богородичного, Краснопілля та Адамівки; на Краматорському напрямку- райони Слов'янська, Верхньокам'янського та Спірного, Григорівки, Сіверська та Івано-Дар'ївки, на Бахмутському напрямку — райони н.п. Бахмут, Весела Долина, Соледар, Майорськ та Роздолівка, райони Бахмутського, Шумів, Яковлівки, Зайцевого та Кодеми; на Авдіївському напрямку — райони н.п. Невельське, Опитне, Орлівка, Новоолександрівка, Нью-Йорк, Красногорівка та Первомайське, райони Авдіївки, Водяного, Веселого, Мар'їнки, Олександрополя і Тоненького; на Новопавлівському напрямку — райони Вугледара, Богоявленки, Великої Новосілки та Новомихайлівки, Павлівки, Володимирівки, Констянтинівки та Новоукраїнки; на Запорізькому напрямку — райони Гуляйполя, Гуляйпільського, Кам'янського, Бурлацького, Времівки та Червоного, райони н.п. Дорожнянка, Шевченко, Полтавка, Білогір'я та Новопіль; на Південнобузькому напрямку — райони н.п. Миколаїв, Лупареве, Степова Долина, Посад-Покровське, Широке, Партизанське, Киселівка, Велике Артакове, Андріївка, Ольгине, Князівка, Тополине, Мирне, Квітневе, Веселий Кут та Лозове, Олександрівка, Прибузьке, Новогригорівка, Первомайське, Квітневе, Кобзарці, Яковлівка, Потьомкине, Трудолюбівка, Добрянка, Таврійське, Шевченкове, Любомирівка, Березнегувате.
Також московити обстріляли Краматорськ, Запоріжжя, Оріхів, на Дніпропетровщині — Нікополь, Марганець, Червоногригорівську і Зеленодольську громади.
Україна повернула вже понад 540 тіл загиблих військових, більшість — «азовці».

### 29 серпня

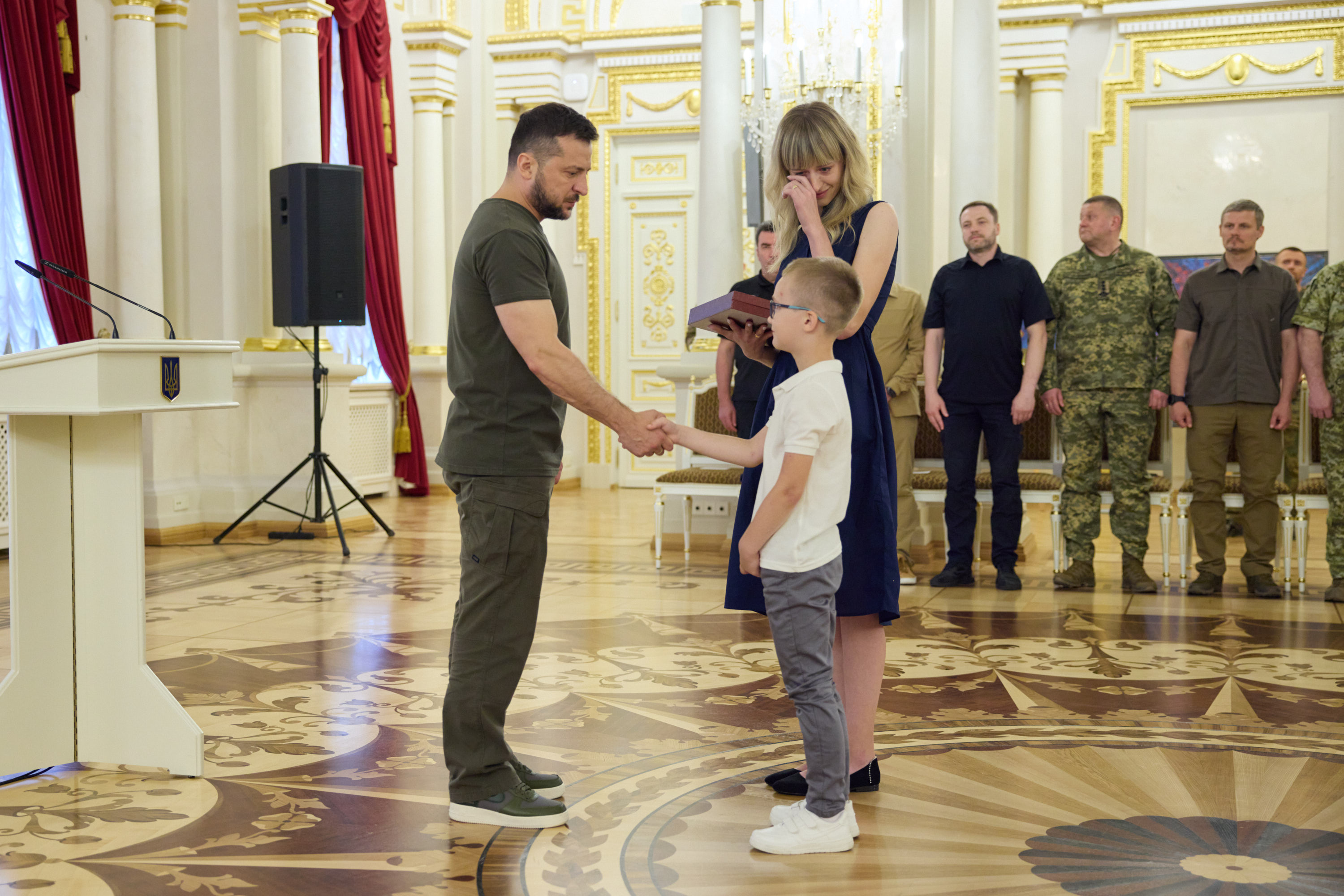
Вручення орденів родинам загиблих військовослужбовців, удостоєних звання Героя України

ЗСУ уразили воєнні об'єкти загарбників у Новій Каховці, Бериславі. Повідомляється про перехід ЗСУ до контрнаступальних дій на південних ділянках фронту.
Ворог намагався наступати у напрямках (в районах) Удів; Богородичного та Долини, Шнурків; Івано-Дар'ївки; Соледар, Весела Долина, Бахмута, Зайцевого, Шумів та Кодеми; Мар'їнки, Первомайського, Невельського та Новомихайлівки; Павлівки, Новоданилівки, Новосілки, Кам'янського та Степового; Потьомкиного на Херсонщині.
Московські окупанти завдали ракетних ударів по Кривому Рогу, Покровській і Любимівській громадам на Дніпропетровщині, по району Костянтинівки
Противник завдав авіаударів біля Гусарівки, Григорівки та Тетянівки; Григорівки та Пришиба; Бахмута та Кодеми; Володимирівки; Малих Щербаків; Андріївки та Калинівки.
Загарбники обстріляли райони Янжулівки Чернігівської області та Старикового, Вільної Слободи, Ободів, Нововасилівки та Миропільського Сумської області; на Харківському напрямку — райони н.п. Уди, Слатине, Світличне, Байрак, Перемога, Кутузівка, Чепіль, Гусарівка, Руські Тишки та Залиман, Прудянка, Дементіївка, Руська Лозова, Петрівка, Старий Салтів, Питомник, Соснівка та Великі Проходи; на Слов'янському напрямку — райони Довгенького, Норцівки, Червоного, Сулигівки, Рідного, Адамівки та Слов'янська, Великої Комишувахи, Краснопілля, Дмитрівки, Бражківки, Долини та Богородичного; на Краматорському напрямку — райони Григорівки, Івано-Дар'ївки та Тетянівки, Званівки, Сіверська, Верхньокам'янського та Слов'янська; на Бахмутському напрямку — райони н.п. Весела Долина, Майорськ, Торецьк Бахмут та Кодема, райони Соледара, Долини, Зайцевого та Білогорівки; на Авдіївському напрямку — райони Авдіївки, Опитного, Невельського, Первомайського, Новобахмутівки та Олександрополя, райони н.п. Опитне, Мар'їнка, Новоолександрівка, Водяне, Новомихайлівка та Тоненьке; на Новопавлівському напрямку — райони Павлівки, Володимирівки, Времівки, Новосілки, Шевченко, Вугледару, Великої Новосілки, Пречистівки, Новополя та Зеленого Поля; на Запорізькому напрямку — райони н.п. Гуляйполе, Оріхів, Червоне, Мала Токмачка, Новоандріївка, Березове, Білогір'я, Степове та Кам'янське, Новоданилівка, Гуляйпільське, Чарівне, Полтавка, Малі Щербаки, Залізничне, Новоіванівка та Дорожнянка; на Південнобузькому напрямку — райони н.п. Миколаїв (2 загиблих), Лупареве, Таврійське, Прибузьке, Посад-Покровське, Українка, Любомирівка, Зоря, Мирне, Квітневе, Киселівка, Кобзарці, Березнегувате, Висунськ, Явкіне, Велике Артакове, Тополине та Князівка, Олександрівка, Степова Долина, Лимани, Благодатне, Мирне, Котляреве, Шевченкове, Новомиколаївка, Первомайське, Партизанське, Широке, Червона Долина, Червоний Яр, Мурахівка, Лозове, Трудолюбівка, Зеленодольськ, Ольгине та Добрянка.
Також московити обстріляли Нікополь, Марганець та Червоногригорівську громаду.

### 30 серпня

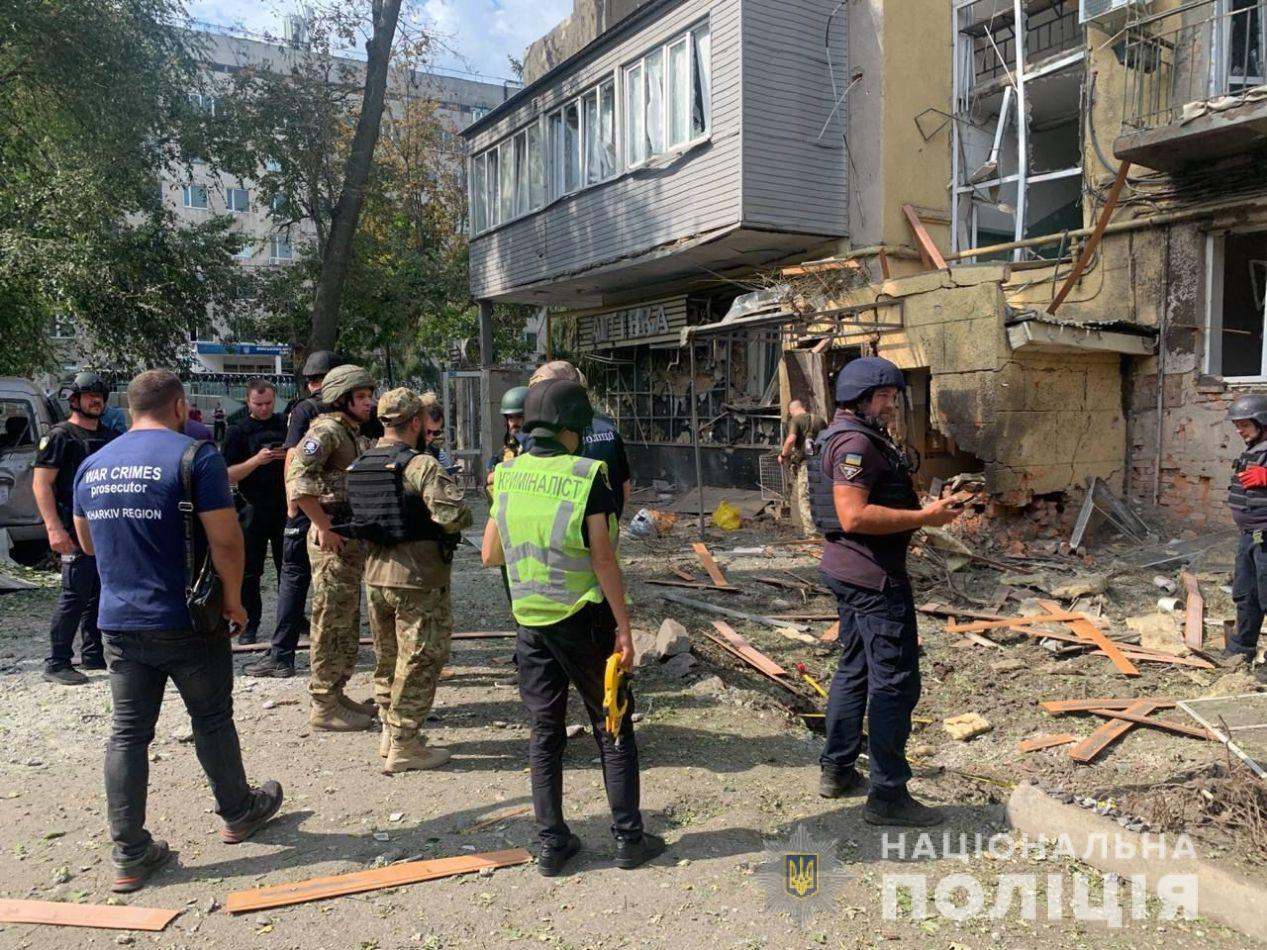
Наслідки обстрілу центра Харкова

Повідомляється про чисельні вибухи на військових об'єктах росіян на окупованій Херсонщині — в Новій Каховці, Таврійську, Херсоні. Вкотре пошкоджено мости і переправи через Дніпро.
Ворог намагався наступати у напрямках (в районах) Шнурків; Зайцевого, Веселої Долини та Бахмута, Кодеми; Опитного, Авдіївки, Первомайського, Красногорівки, Мар'їнки, Пісків;
Московські окупанти завдали ракетних ударів по Запоріжжю, Криворізькому та Дніпровському районах; району Костянтинівки; Миколаєву.
Противник завдав авіаударів біля Гусарівки; Вірнопілля, Григорівки та Пришиба; Спірного та Івано-Дар'ївки; Новоданилівки та Новосілки; Андріївки, Давидового Броду, Осокорівки та Потьомкиного, урочища Плотницького;
Загарбники обстріляли райони н.п. Грем'яч та Гай Чернігівської області та Нововасилівка, Бачівськ, Старикове, Піски, Дмитрівка, Кіндратівка і Миропільське Сумської області; на Харківському напрямку — райони Долини, Адамівки, Харкова (5 загиблих), Хрестища, Байрака, Олександрівки, Мазанівки, Удів, Борщової, Великої Комишувахи, Світличного, Костянтинівки та Руської Лозової, райони н.п. Дуванка, Клинове, Соснівка, Дементіївка, Руські та Черкаські Тишки, Великі Проходи, Циркуни, Петрівка, Старий Салтів, Перемога, Шестакове, Байрак, Норцівка та Шевелівка; на Слов'янському напрямку — райони Пришиба, Гусарівки, Долини, Краснопілля, Богородичного та Вірнопілля; на Краматорському напрямку — райони Богородичного, Слов'янська, Григорівки, Спірного, Переїзного та Виїмки, райони н.п. Веселе, Берестове, Богородичне, Тетянівка, Закітне, Мала Піскунівка, Григорівка, Верхньокам'янське, Спірне, Івано-Дар'ївка.; на Бахмутському напрямку — райони Бахмута, Соледара, Білогорівки, Зайцевого і Кодеми, Бахмутського, Яковлівки, Майорська; на Авдіївському напрямку — райони Мар'їнки, Веселого, Опитного та Новомихайлівки, Авдіївки, Уманського, Первомайського, Старомихайлівки та Нью-Йорка; на Новопавлівському напрямку — райони Павлівки, Пречистівки, Новоукраїнки та Новополя, Новомихайлівки, Парасковіївки, Золотої Ниви, Великої Новосілки та Благодатного; на Запорізькому напрямку — райони н.п. Новопрокопівка, Роботине, Червоне, Гуляйполе, Новоандріївка, Залізничне, Копані, Зелене Поле, Полтавка, Малі Щербаки, Кам'янське, Оріхів, Степове та Ольгівське; на Південнобузькому напрямку — райони н.п. Олександрівка, Новоселівка, Любомирівка, Степова Долина, Новогригорівка, Киселівка, Широке, Первомайське, Калинівка, Андріївка, Лозове, Шевченкове, Білоусове, Зарічне, Князівка, Ольгине та Зеленодольськ, Новомиколаївка, Лупареве, Червоний Яр, Степове, Киселівка, Партизанське, Квітневе, Червона Долина, Кобзарці, Тернівка, Андріївка, Осокорівка, Іванівка, Трудолюбівка, Добрянка, Потьомкине та Тополине.
Також московити обстріляли на Дніпропетровщині Нікополь та Олексіївку, Червоногригорівську громаду.

### 31 серпня
Повідомляється про вибухи в Чорнобаївці, Новій Каховці.
Ворог намагався наступати у напрямках (в районах) Прудянки; н.п. Весела Долина, Бахмут, Зайцеве та Майорськ; н.п. Авдіївка, Первомайське, Красногорівка та Мар'їнка, Водяне; Побєди;
Московські окупанти завдали ракетних ударів
Противник завдав авіаударів біля Руських Тишків; Вірнопілля; Спірного, Івано-Дар'ївки; Времівка, Нескучне, Олександропіль; Червоного, Дорожнянки і Новосілки, Мар'їнка; н.п. Андріївка, Ольгине і Плотницьке.
Загарбники обстріляли райони н.п. Гай, Блешня, Кам'янська Слобода та Залізний Міст Чернігівської області та Дмитрівка і Кіндратівка Сумської області; на Харківському напрямку — райони н.п. Дуванка, Соснівка, Руська Лозова, Черкаські Тишки, Циркуни, Старий Салтів, Шестакове, Норцівка та Гусарівка, Кленове, Дементіївка, Руські Тишки, Великі Проходи, Петрівка, Перемога, Байрак, Шевелівка; на Слов'янському напрямку — райони н.п. Долина, Богородичне, Дібрівне, Краснопілля, Вірнопілля, Грушуваха; на Краматорському напрямку — райони Веселого, Богородичного, Закітного, Григорівки та Спірного, райони н.п. Райгородок, Берестове, Роздолівка, Тетянівка, Мала Піскунівка, Верхньокам'янське, Івано-Дар'ївка, Сіверськ; на Бахмутському напрямку — райони Бахмута, Соледара та Зайцевого, райони н.п. Бахмутське, Соледар, Яковлівка, Майорськ, Диліївка; на Авдіївському напрямку — райони Авдіївки, Опитного, Уманського, Первомайського, Нью-Йорка та Старомихайлівки; на Новопавлівському напрямку райони н.п. Новомихайлівка, Пречистівка, Золота Нива і Велика Новосілка; на Запорізькому напрямку — райони Бурлацьке, Кам'янське, Новопіль, Гуляйполе, Оріхів, Залізничне, Времівка, Новоіванівка та Мала Токмачка, Ольгівське, Новоданилівка, Новояковлівка, Дорожнянка, Зелене Поле, Чарівне, Білогір'я; на Південнобузькому напрямку- райони н.п. Олександрівка, Лупареве, Червоний Яр, Киселівка, Квітневе, Велике Артакове, Шевченкове, Миколаїв, Біла Криниця, Посад-Покровське, Ольгине, Добрянка та Тополине, Степова Долина, Новомиколаївка, Степове, Партизанське, Андріївка, Мирне, Прибузьке, Миколаївка, Зоря, Луч, Іванівка, Князівка.
Також московити обстріляли на Дніпропетровщині Нікополь та Нікопольській район.

## Підсумки серпня 2022 року
Суттєвих змін на лінії фронту протягом серпня не відбулося, основні бої точилися на східних підступах до Сіверська-Соледара-Бахмута, на північний схід від Авдіївки, в районах Мар'їнки і Пісків, на північний захід від Слов'янська (на межі області), і в районі між Херсоном і Миколаєвом. Взагалі це перший місяць масштабного вторгнення, коли загарбникам не вдалося захопити жодного міста і жодного великого населеного пункту. Наприкінці місяця (28-29.08) стала з'являтися інформація про активізацію ЗСУ в Херсонській області.
Ракетних ударів, окрім прифронтових міст (Харків, міста на півночі Донецької області, Миколаїв), зазнали також Червоноградський район Львівської області (02.08), Запоріжжя (05.08, 12.08, 24.08, 30.08), Вінниця (07.08), Житомиру (16.08.), околиці Одеси (17.08, 21.08), Красноград (18.08), Вознесенськ (20.08), Дніпро (23,24.08) і райони Дніпропетровської області, Чаплине (24.08), Миргород (24.08), Шепетівка (24.08.), Сарни (28.08), Кривий Ріг (29.08). Під вогонь ворожої артилерії, РСЗВ, танків потрапляли численні населені пункти вздовж лінії фронту, з великих міст — Харків, Миколаїв, Нікополь, Марганець, міста на півночі Донецької області.
Разом з тим, ЗСУ продовжили активно використовувати отримане західне озброєння, зокрема, РСЗВ HIMARS для враження ворожих складів БК, баз, інфраструктури на окупованих територіях (зокрема, Чорнобаївка, Херсон, Нова Каховка, Брилівка, Скадовськ, Мелітополь, Донецьк), що значно знизило інтенсивність ворожих обстрілів, а під Херсоном знов пошкоджено мости через Дніпро і Інгулець. Вперше обстрілів зазнали воєнні об'єкти окупантів в окупованому Криму (зокрема, Новофедорівка, Севастополь, Джанкой).
Тривало перекидання окупаційних військ на правобережжя Херсонщини і нагнітання ситуації навколо захопленої Запорізької АЕС, під прикриттям якої окупанти створили свою військову базу.
Розпочав роботу експортний коридор з одеських портів для українського збіжжя.
11.08 на РадБезі ООН обговорено ситуацію щодо безпеки захопленою московитами ЗАЕС. Росія виступила проти демілітаризації Запорізької АЕС.
15.08 Верховна Рада підтримала продовження термінів воєнного стану та загальної мобілізації до 21 листопада 2022 року.
18.08 у Львові відбулася тристороння зустріч президентів Туреччини Реджепа Таїпа Ердогана, України Володимира Зеленського та генсека ООН Антоніу Гутерреша. За офіційними даними, під час перемовин із президентом Туреччини лідери двох країн обговорили, зокрема:
- Можливість удосконалення зернової ініціативи,
- Ситуацію навколо Запорізької АЕС та ядерний шантаж з боку РФ.

Про подальші події див. «Хронологія російського вторгнення в Україну (вересень 2022)»